# Рига

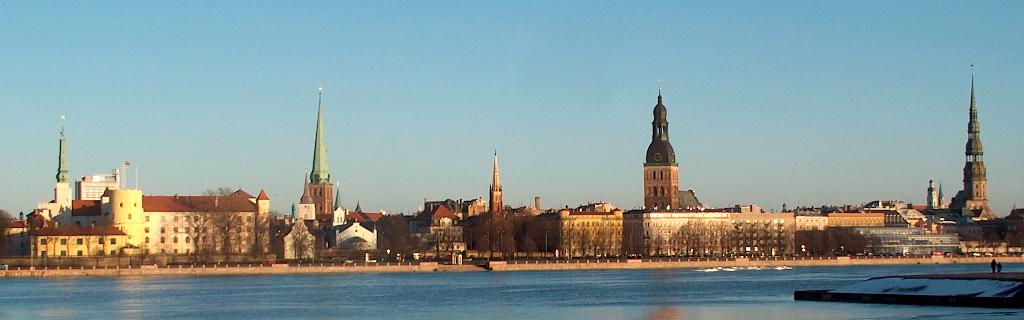
Вид на Старый город с Даугавы

Ри́га (латыш. Rīgaо файле [ˈriːɡa]) — столица Латвии, её политический, экономический и культурный центр. Второй по числу жителей город в странах Балтии после Вильнюса. В начале 2024 года численность жителей города составляла 605 273 человека.
Располагается на обоих берегах реки Даугавы (Западной Двины) при её впадении в Рижский залив.
Рига была ганзейским городом на протяжении многих веков. Городская архитектурная и историческая среда обитания состоит из эклектичного смешения различных стилей от средневековой готической архитектуры старого города до северного модерна (свыше 800 зданий) и современной архитектуры стилей Баухаус и постмодерн. Исторический центр города внесён в список Всемирного наследия ЮНЕСКО.

## Этимология
Название города происходит от гидронима «Рига», известного с 1198 года — бывшего рукава реки Даугавы (ныне не существующего). По одной из версий, этот гидроним происходит от названия балтийского острова Рюген и проживавших там ругов, мигрировавших позднее в район нынешней Риги.
Известное альтернативное название реки — Ризинг — также рассматривается в качестве одного из этимологических вариантов. К середине XVI века за рекой в латышской среде закрепилось название Ридзене. К концу XVI века начало использоваться «уменьшительное» название Ридзиня, употреблявшееся по отношению к мелким рукавам и оттокам Даугавы.
По мнению профессора Е. М. Поспелова, гидроним связан с реконструируемой балтийской основой ring-, представленной в литовских ringe, ringis — «излучина, лука, затон, заводь». Эта основа в форме ring- широко представлена[уточнить] в топонимии древних куршских областей. В языке латышей Видземе куршскому -in- соответствует долгое -i-, то есть балтийская основа ring- представлена формой rig- с тем же значением. По излучинам получила название река Rigasupe — «река с излучинами» (ныне засыпанная), а от гидронима образовался ойконим «Рига».

## История

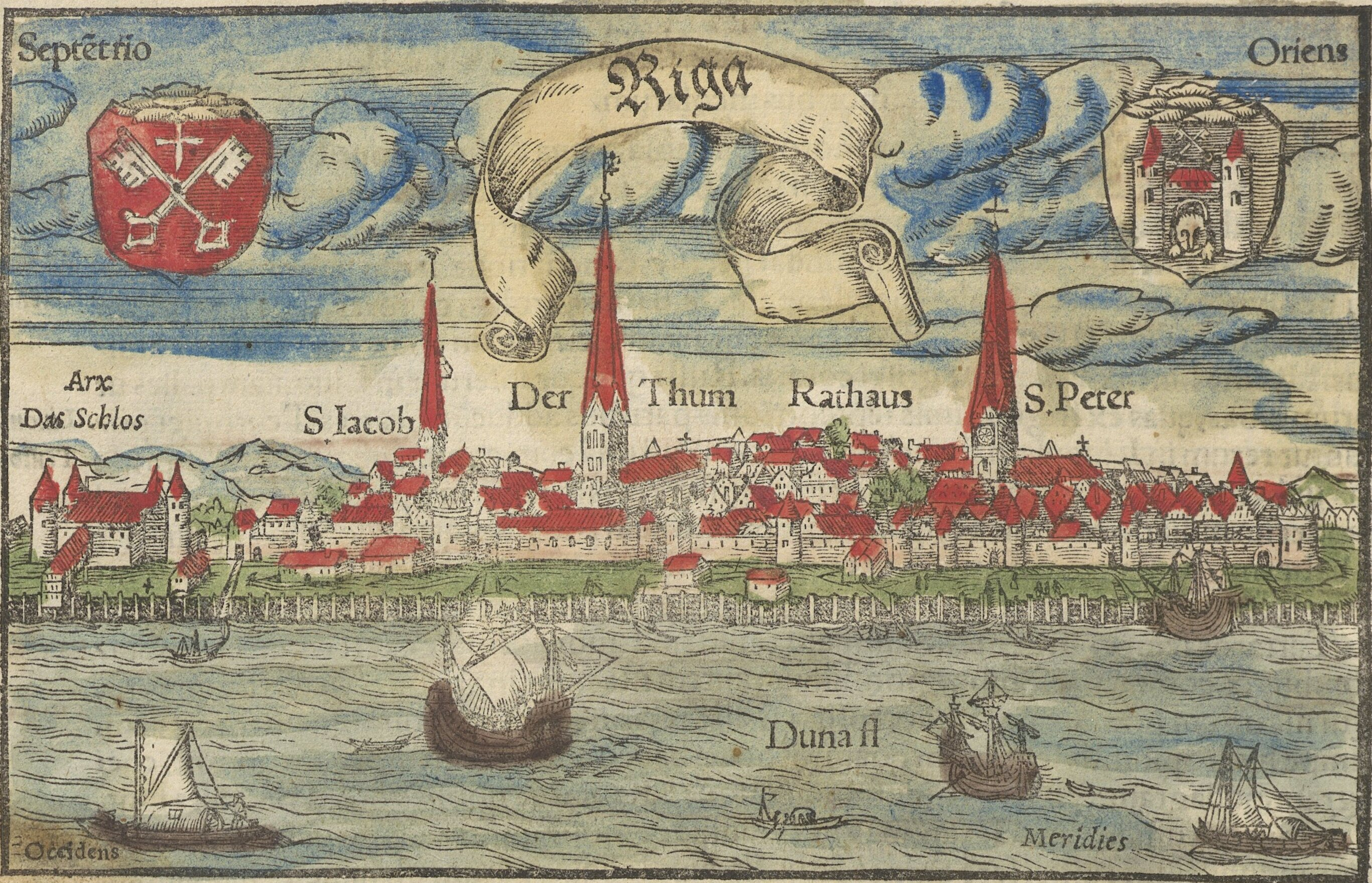
Рига в XVI столетии

### Основание
С 1150 года готландские торговцы регулярно заходили в нижнее течение Западной Двины (нем. Düna) до речки Риги (нем. Riege), от которой и происходит название города. В хрониках Генриха Латвийского упомянуто озеро lacus Riga, представлявшее собой естественную гавань. В позднейшие времена эта речка была засыпана, и в настоящее время место, где она протекала, можно представить себе лишь по направлению некоторых улиц старой части города. На будущее место основания Риги неоднократно совершались миссионерские экспедиции, которые, однако, оставались безрезультатными до 1201 года, когда Альберт Буксгевден вошёл в устье реки с отрядом немецких рыцарей-крестоносцев.
После закладки Альбертом и его отрядом крепости на правом берегу Даугавы Рига стала хорошо укреплённым военно-торговым центром Ливонии. К 1211 году стараниями епископа был заложен Домский собор. В 1225 году в городе появилась выборная должность городского фогта, а в 1257 году в Ригу из замка Икскюль перенесли резиденцию рижских архиепископов. Всё возрастающее значение для города стала иметь торговля, и в 1282 году Рига вступила в Ганзейский союз.

### Рига и Тевтонский орден
В ходе немецкой экспансии на Восток епископы поощряли поселение немцев на территориях коренного языческого населения. При этом особую поддержку военным переселенцам оказывал рыцарский орден: сначала это было Братство воинов Христа Ливонии (Орден меченосцев), которое впоследствии было присоединено к Тевтонскому (Немецкому) ордену. После изгнания крестоносцев из Палестины Тевтонский орден начал укрепляться в Восточной Европе, прежде всего в Пруссии и Ливонии. Тевтонский орден был мощной и самостоятельной церковной организацией, которая вскоре стала конкурировать с католическими рижскими архиепископами за влияние в регионе. Было образовано Ливонское отделение Тевтонского ордена во главе с ландмейстером, который подчинялся непосредственно великому магистру Ордена.
Конфликты между рижскими архиепископами и Тевтонским орденом нередко приводили к вооружённому противостоянию. В 1330 году в результате гражданской войны в Ливонии Рига на время потеряла свою самостоятельность, но спустя 36 лет вернула её по договору между архиепископом и орденом в Данциге (1366 г.).

### Реформация

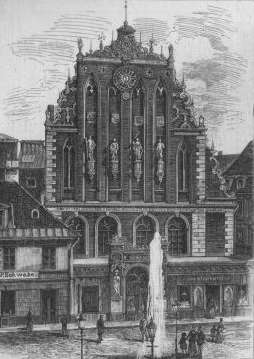
Дом Черноголовых.
Гравюра на дереве, 1891 год

В 1522 году Рига вслед за церковными реформами северных немецкоязычных земель присоединилась к протестантскому движению Реформации, в результате чего власть католических архиепископов начала ослабевать, потому что рижские реформаторы перестали платить налоги Ватикану. Последним рижским католическим архиепископом был Вильгельм Бранденбургский.
С началом Ливонской войны в 1558 году и после распада Ливонской конфедерации в 1561—1562 годах Рига не поддержала решение архиепископа и Ордена присоединиться к Речи Посполитой. В борьбе за экономическую независимость Рига добивалась статуса вольного имперского города Священной Римской империи. Вольный город Рига просуществовал почти два десятилетия. Только при очередном русском военном походе на Ригу в 1581 году стало ясно, что без военной помощи невозможно сохранить статус вольного города, и тогда Рига обратилась за помощью и присягнула польскому королю Стефану Баторию.
Польское господство продолжалось сорок лет, во время которых горожане Риги подверглись насильственной Контрреформации для установления большей зависимости от Ватикана. Религиозное противостояние привело, в частности, к «календарным беспорядкам») и прекратилось с завоеванием Риги шведским королём Густавом II Адольфом в 1622 году. В Шведском королевстве Рига считалась вторым городом после Стокгольма, что было связано с её стратегическим значением для защиты интересов Швеции как главной державы в регионе Балтийского моря. В шведский период городские власти Риги пользовались широким самоуправлением. В ходе русско-шведской войны 1656—1658 годов Рига осаждалась русскими войсками, но в итоге осада была снята и русские войска отступили.

### XVIII—XIX века
В начале XVIII века Рига являлась одной из крупнейших крепостей Европы. Город окружали мощные стены, на которых размещались пять бастионов, два равелина и два шанца (они были опоясаны глубоким рвом с водой). На противоположном берегу реки Даугавы находился отдельный форт — Коброншанц, защищавший наплавной мост.
В ходе Северной войны (1700—1721) между Шведским королевством и коалицией государств Северной Европы (Саксония, Россия, Дания, Речь Посполитая и др.) за обладание прибалтийскими землями и господство на Балтийском море и его побережье шведский гарнизон под командованием генерала графа Нильса Стромберга, оборонявший в 1709 году город Ригу, насчитывал свыше 13 тыс. человек. Чтобы принудить шведов к миру в этой затянувшейся войне, русский царь Пётр I решил активизировать военные действия на территории Прибалтики и в начале октября 1709 года приказал графу Б. П. Шереметеву взять Ригу.
27 октября (6 ноября) 1709 года Рига была блокирована русской армией и ко 2 (13) декабря 1709 года окончательно осаждена.
4 (15) июля 1710 года, после длительной военной осады, город Рига, оборонявшийся шведскими войсками, был взят русской армией под командованием генерал-фельдмаршала Б. П. Шереметева. Шведский гарнизон капитулировал. В качестве трофеев русская армия получила всю шведскую артиллерию, оставшуюся после осады (561 пушку, 66 мортир, 7 гаубиц). В плен сдались остатки гарнизона — 5132 человека, из которых 2905 были больны. В этот же день граф Б. П. Шереметев принял присягу на верность Петру I от рижских граждан и лифляндского рыцарства (дворянства).

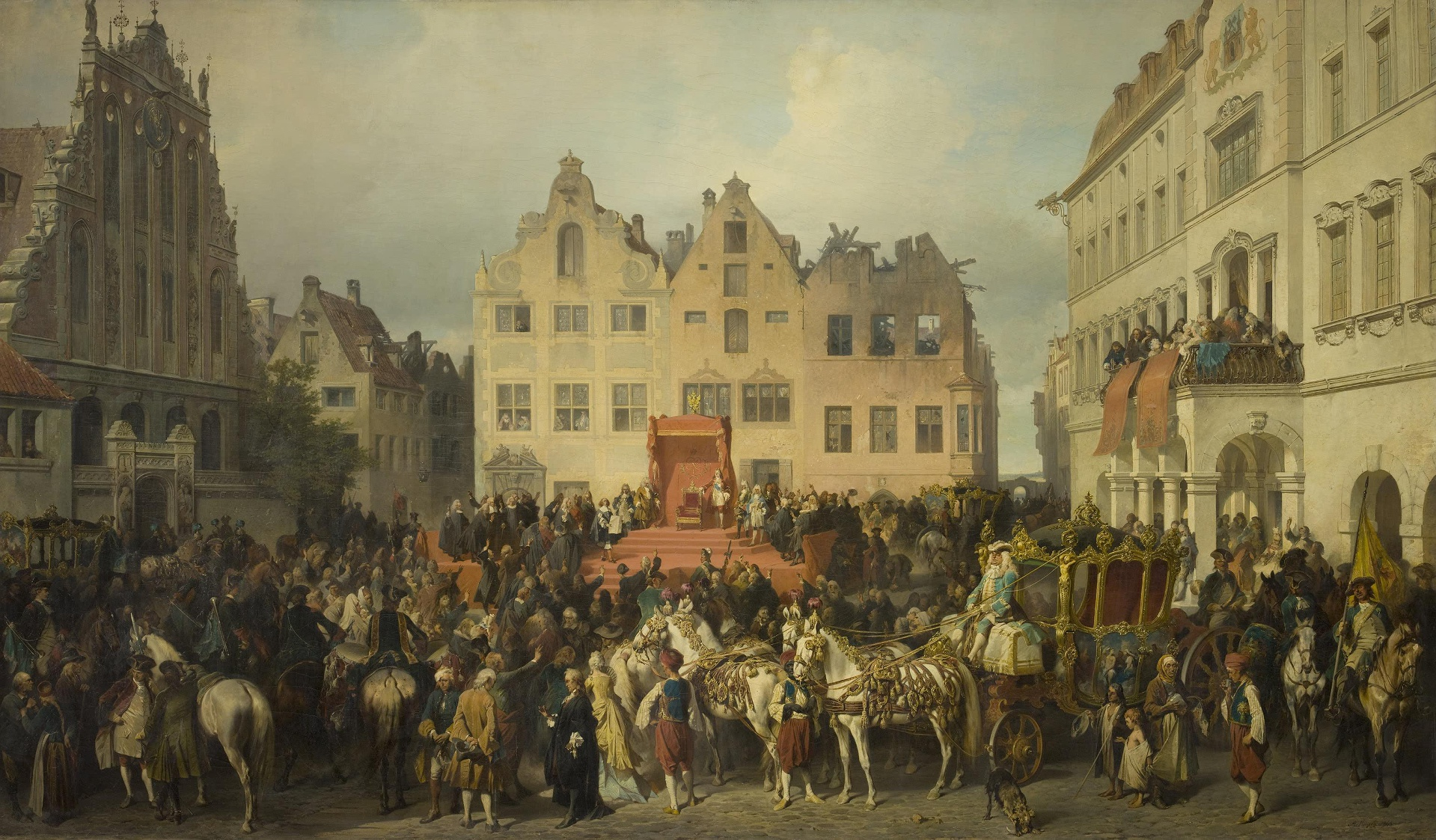
Картина А. Е. Коцебу «Присяга Риги на подданство России в 1710 году» (1868 г.)

12 (23) июля 1710 года генерал-фельдмаршал граф Б. П. Шереметев торжественно въехал в город и у его ворот получил от Рижского рата два символических золотых ключа от города.
Присоединение Риги и всей Лифляндии к России было закреплено Ништадтским мирным договором между Россией и Швецией, подписанным 30 августа (10 сентября) 1721 года. Россия обязалась выплатить за отошедшие от Швеции земли компенсацию в 2 млн ефимков (1,3 млн рублей).
17 (28) июля 1713 года Рига стала центром Рижской губернии в составе России, в 1783—1796 годах была центром Рижского наместничества, в 1796—1918 годах — Лифляндской губернии.

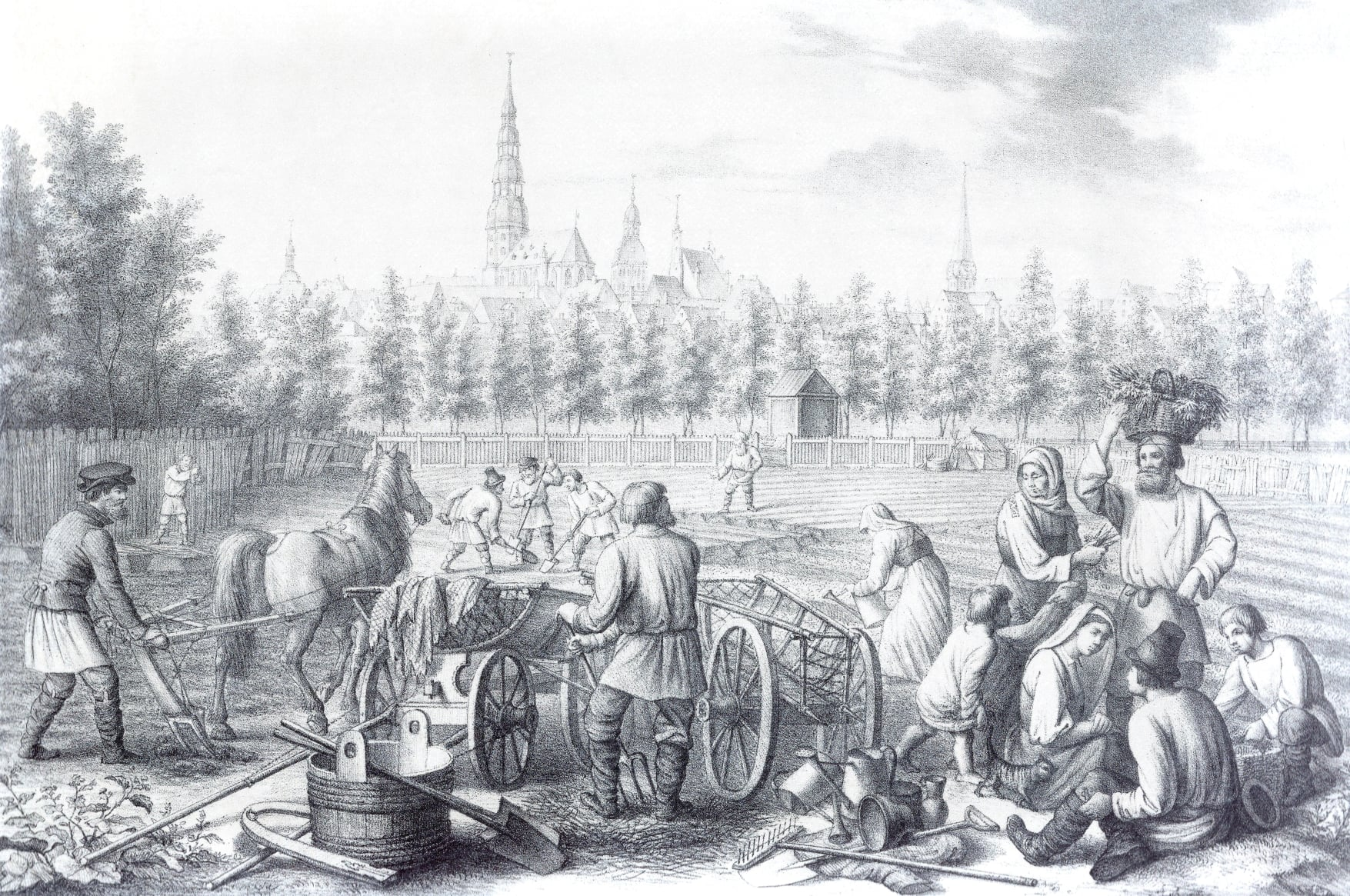
Русские огородники в Риге. Гравюра Т. Х. Рикмана, 1842 г.

В 1809 году военным губернатором Риги был назначен генерал-лейтенант русской армии И. Н. Эссен. Во время Отечественной войны 1812 года, в ночь с 11 на 12 июля (с 23 на 24 по старому стилю) 1812 года фон Эссен, основываясь на непроверенных разведывательных сообщениях и поддавшись панике в ожидании наступления французских войск, поспешно отдал приказ сжечь рижские предместья — Петербургский и Московский форштадты Риги, что привело к разрушительному пожару на территории города. В результате сгорели 705 жилых домов, 35 общественных зданий и 4 церкви, а также тысячи людей остались без крова.

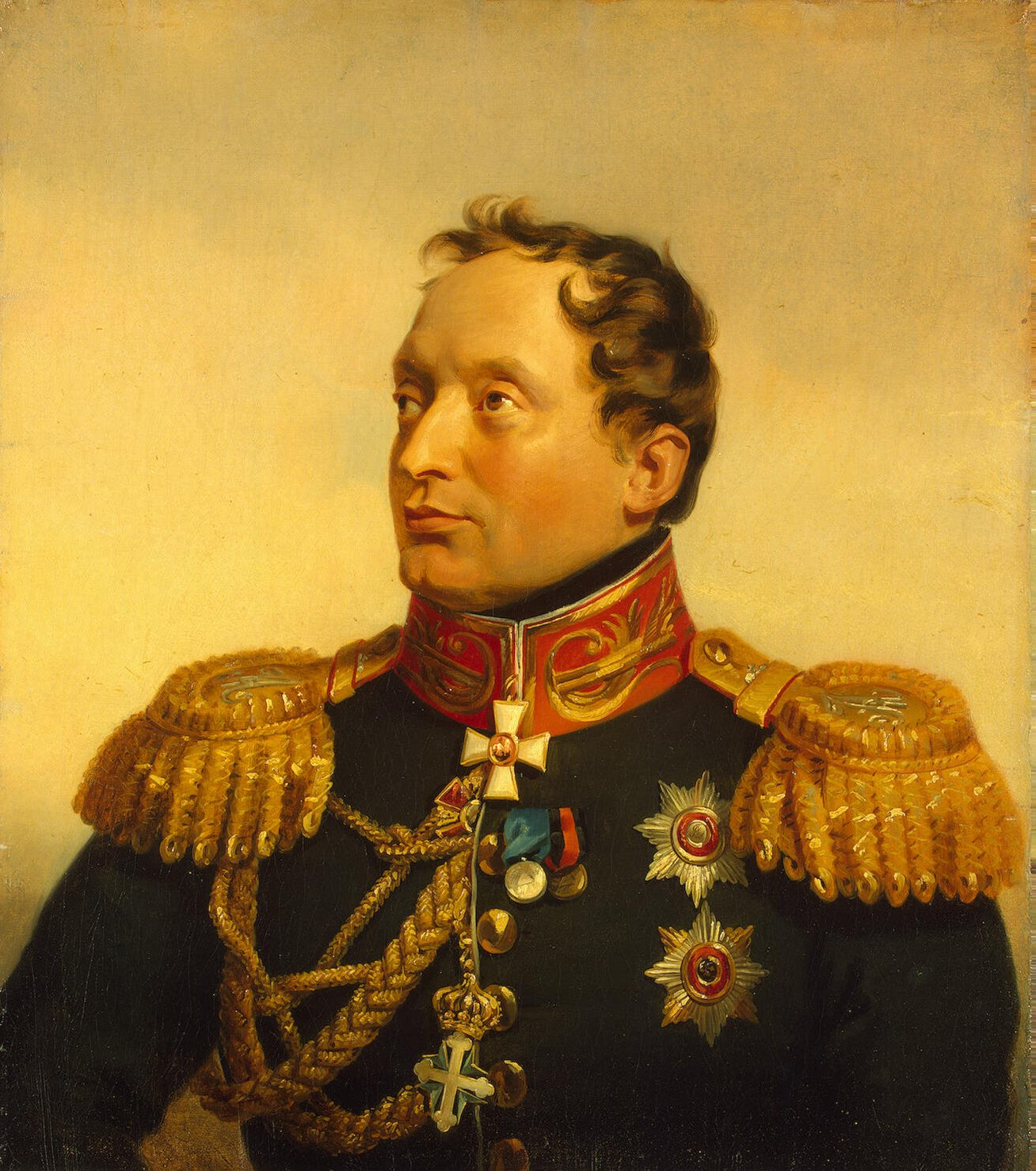
Ф. О. Паулуччи — генерал-губернатор Прибалтийского края и военный губернатор Риги в 1812—1822 годах

23 октября 1812 года генерал-губернатором Прибалтийского края и военным губернатором Риги назначили русского генерала Ф. О. Паулуччи, под руководством которого после окончания Отечественной войны и до 1822 года было произведено восстановление сожжённых в 1812 году предместий Риги, благодаря чему город приобрёл современную квартальную планировку.
В 1841 году в Риге открылась Рижская фарфоро-фаянсовая фабрика М. С. Кузнецова.
В 1848—1861 годах генерал-губернатором Прибалтийского края и военным губернатором Риги был А. А. Суворов, внук генералиссимуса А. В. Суворова.

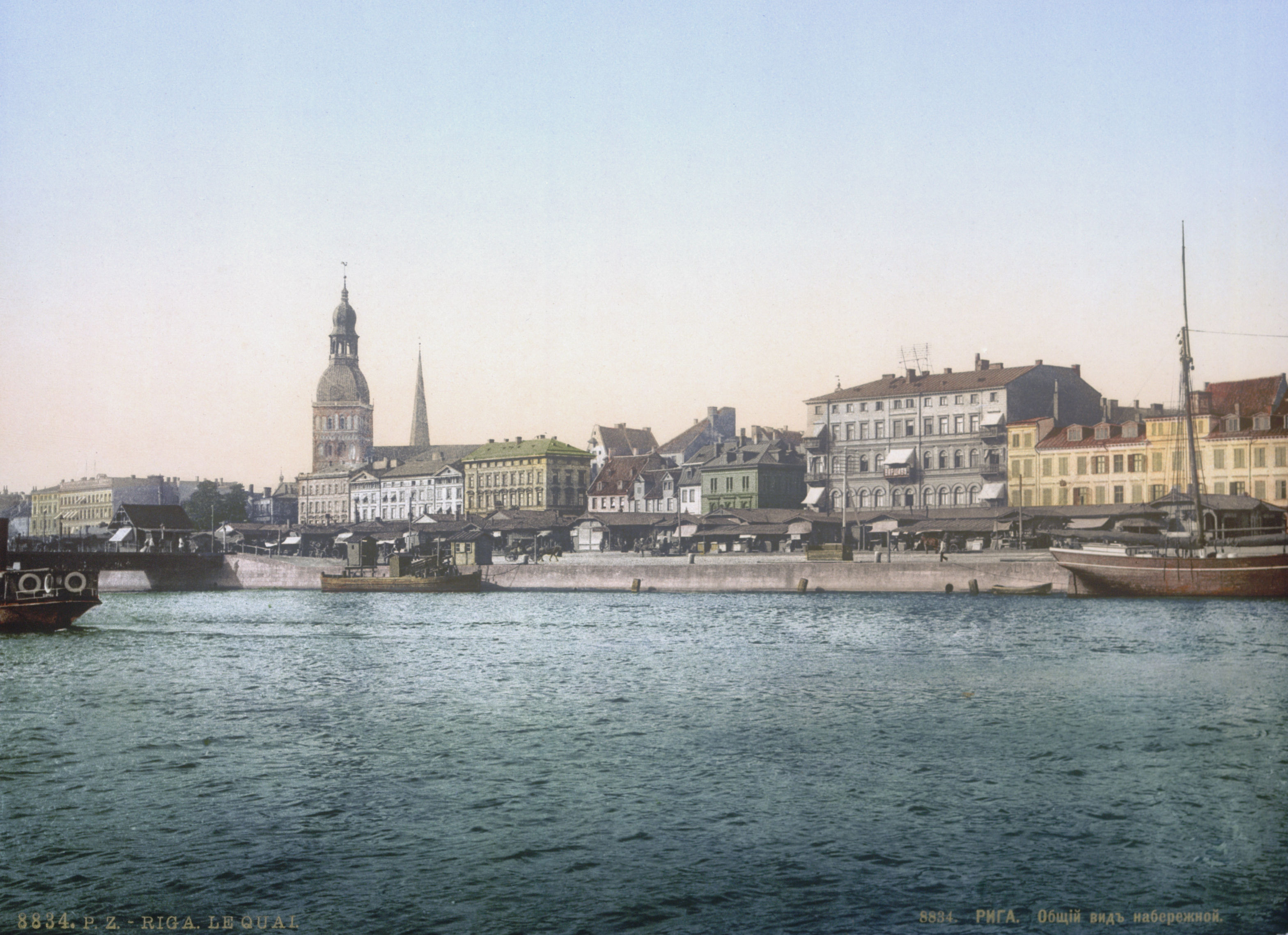
Рига в 1896 году. Фотохром Петра Павлова

Вторая половина XIX века стала временем расцвета города как одного из индустриальных центров Российской империи.
В 1861 году построена железная дорога Рига — Динабург (ныне — Даугавпилс) и открыта Рижская железнодорожная станция. Затем было налажено железнодорожное сообщение Риги с Москвой, Санкт-Петербургом, Варшавой. Город получил статус важного государственного железнодорожного узла. К концу столетия Рижский морской порт являлся одним из важнейших портов Российской империи и вторым по грузообороту после Санкт-Петербургского морского порта.
В 1869 году в Риге начал работать Русско-Балтийский вагонный завод, производивший железнодорожные вагоны.
В 1872 году введён в строй первый железнодорожный мост через реку Даугаву, а также появился общественный транспорт — омнибусы.
В 1884 году открылась Ильгюциемская стекольная фабрика.
В 1898 году на базе купеческих мастерских в Риге создан Русско-Балтийский электротехнический завод, предшественник Рижского электротехнического завода «ВЭФ».
В связи со стремительным ростом промышленности и торговли в городе численность населения Риги с 1800 по 1913 год выросла в 80 раз, а площадь её территории с 1850 по 1913 год увеличилась в 10 раз.

### XX век

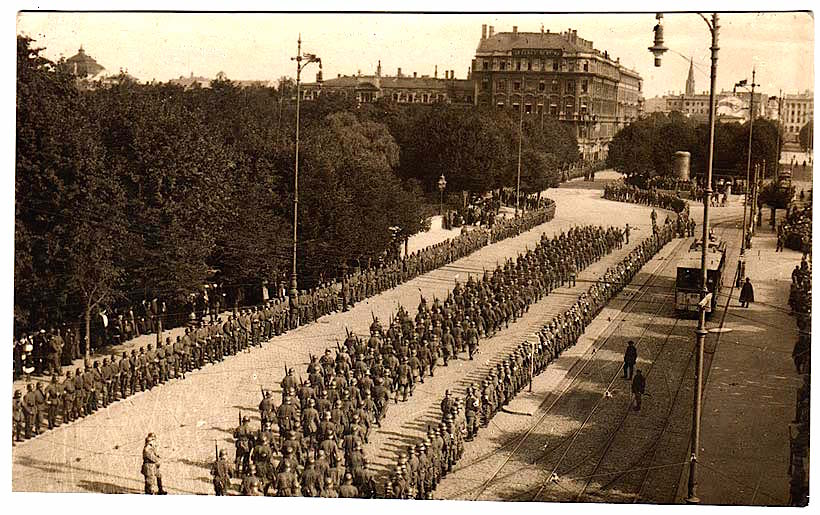
Вступление германских войск в Ригу 3 сентября 1917 года

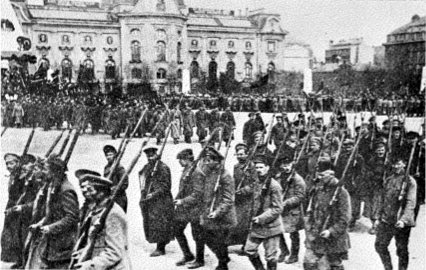
Праздничное шествие солдат армии Советской Латвии 1 мая 1919 года

#### Один из крупнейших городов империи
Согласно переписи населения 1881 года, более 33 % населения города Риги назвали себя прибалтийскими немцами, около 30 % — латышами, 19 % — русскими, 8,5 % — евреями. В 1913 году уже около 40 % населения являлось латышами, почти 20 % — русскими (в том числе старообрядцами), около 13 % — прибалтийскими немцами, около 7 % — евреями. Меньшую долю населения составляли жители польского происхождения.
На начало 1914 года Рига (вместе с пригородами) являлась четвёртым по численности населения городом Российской империи после Санкт-Петербурга, Москвы и Варшавы.

#### Промышленный рост
С мая 1909 года и до 1915 года Русско-Балтийский вагонный завод в Риге выпускал первые российские легковые автомобили марки «Руссо-Балт».
Промышленный рост Риги был прерван Первой мировой войной. С 1915 года город находился недалеко от линии фронта, поэтому около 200 тыс. жителей (работники со своими семьями) эвакуированы вместе с заводами в Центральную Россию, на Урал и на Украину. В сентябре 1917 года город захвачен германской армией.

#### Рига — столица Латвийской Республики
18 ноября 1918 года в оккупированной немцами Риге была провозглашена независимая Латвийская Республика.
В течение 1919 года в Риге попеременно находились три различных латвийских правительства. С 4 января по 21 мая существовала Социалистическая Советская Республика Латвии. После её свержения силами прибалтийского ландесвера и германского добровольческого корпуса на непродолжительное время к власти пришёл Андриевс Ниедра. Затем была восстановлена власть Карлиса Улманиса, которая смогла удержаться и после наступления на Ригу осенью 1919 года подразделений Западной добровольческой армии Бермондта-Авалова.
11 августа 1920 года в Риге подписан советско-латвийский мирный договор, а 18 марта 1921 года — советско-польский мирный договор.
3 февраля 1931 года Сеймом был принят «Закон о столице Латвии». В этот момент в городе насчитывалось 40 статистических районов: (1) Старый город, (2) Бульвар, (3) Видземе (район Эспланады), (4) Авоты, (5) Латгале (Московский форштадт), (6) Гризинькалнс, (7) Дарзини (район ул. Дунтес), (8) Ганибу, (9) Саркандаугава, (10) порт, (11) Вецмилгравис, (12) Яунмилгравис, (13) Межапарк, (14) Чиекуркалнс, (15) Земитаны, (16) Силс (Тейка, Шмерли, Бикерниекский лес, Межциемс), (17) Югла, (18) Пурвциемс, (19) Яньциемс (справа от железной дороги от станции Яняварты), (20) Кенгарагс, (21) Острова (Закюсала, Луцавсала, Мукусала), (22) Торнякалнс, (23) Агенскалнс, (24) Кипсала, (25) Засулаукс, (26) Ильгюциемс, (27) Спилве, (28) Болдерая, (29) Даугавгрива, (30) Буллю муйжа, (31) Клейстес муйжа, (32) Лачупе, (33) Анниньмуйжа, (34) Золитуде, (35) Шампетерис, (36) Биерини, (37) Ливциемс, (38) Зиепниеккалнс, (39) (40) Яунциемс.

#### Рига в довоенной Латвии
Апрель 1919 года считается датой основания Рижского электротехнического завода «VEF».
В 1930-х годах основано акционерное общество «Vairogs» (позднее известное как Рижский вагоностроительный завод), ставшее крупнейшим производителем автомобилей и железнодорожных вагонов в странах Балтии.
В 1938 году в Риге насчитывалось 385 тыс. жителей, из которых около 45 тыс. чел. имели немецкое происхождение.
В августе 1939 года Германия и Советский Союз заключили так называемый пакт Молотова — Риббентропа, в котором территория Латвии признана советской сферой влияния. Латвия была вынуждена подписать с СССР договор о дружбе и взаимопомощи, на основании которого в Латвию введён 25-тысячный контингент советских войск. Президент Карлис Улманис в связи с этим заявил: «Недавно заключённый договор… укрепляет безопасность».

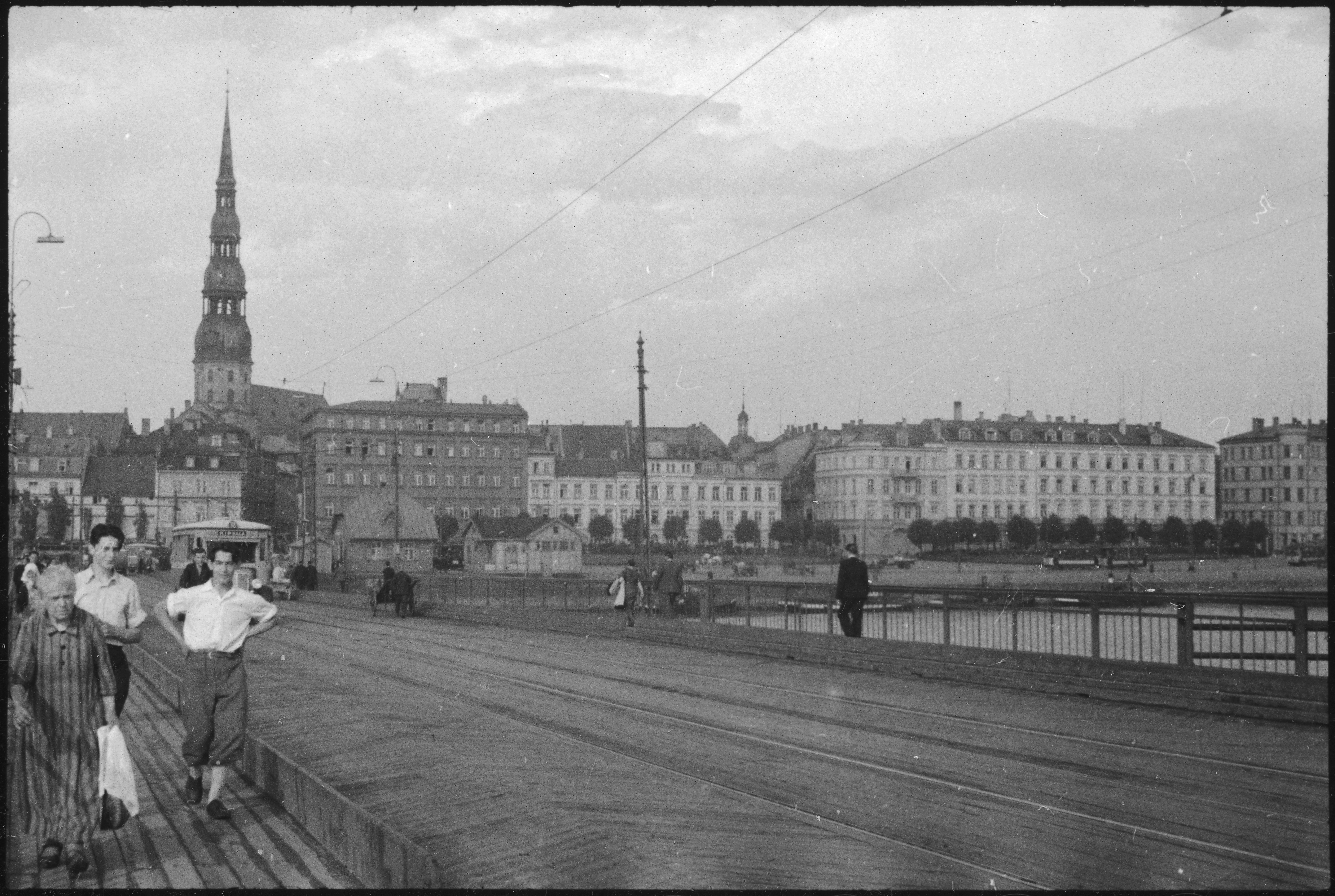
Старая Рига в 1937 году

16 июня 1940 года Латвия вынужденно приняла новый ультиматум советского правительства с требованием размещения дополнительного воинского контингента, и уже 17 июня на улицах Риги появились части Красной армии. На последовавших вскоре безальтернативных выборах просоветский «Блок трудового народа» («Darba tautas bloks») занял все места во вновь созданном Народном сейме Латвии. Вскоре город Рига стал столицей Латвийской Советской Социалистической Республики.

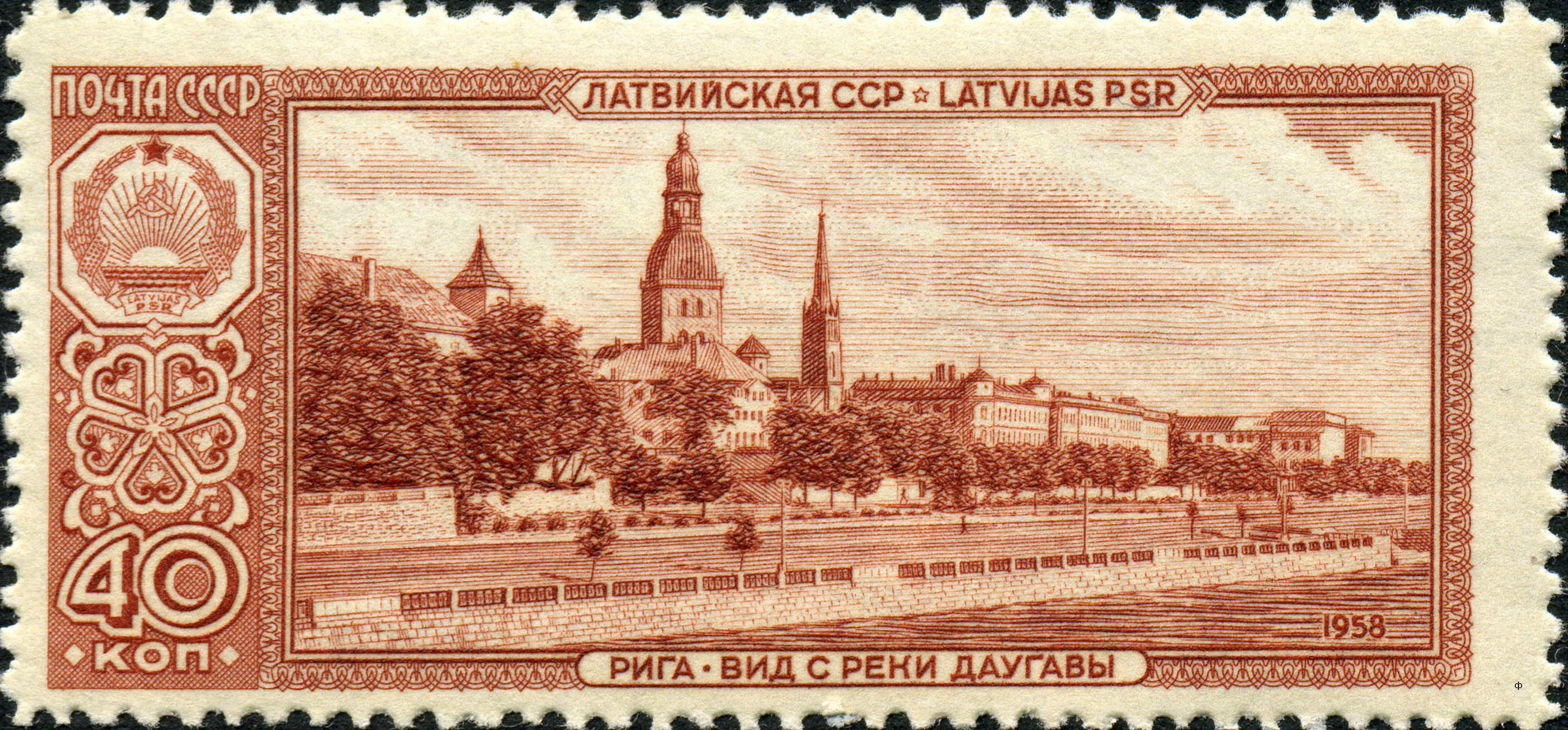
Почтовая марка СССР, 1958 год. Рига. Вид с реки Даугавы

#### Рига — столица Латвийской ССР
Во время Великой Отечественной войны, в ходе нападения на СССР войска нацистской Германии 30 июня 1941 года заняли Ригу. 25 июля 1941 года оккупированная немецкими войсками территория Латвийской ССР объявлена генеральным округом Латвия с центром в городе Риге (округ вошёл в состав рейхскомиссариата Остланд).
29 602 рижских еврея были заключены немцами в Рижское гетто (с 21 октября 1941 года), ещё 6378 евреев убиты до его создания. Избежавших расстрелов заключили в лагерь «Рига-Кайзервальд» или депортировали в другие концентрационные лагеря нацистской Германии.
13—15 октября 1944 года, ударами 2-го и 3-го Прибалтийских фронтов Красной армии, Рига была освобождена от германских войск в ходе Рижской наступательной операции (14 сентября — 22 октября 1944 года). В результате боёв в 1941 и 1944 годах Старый город в Риге оказался серьёзно повреждён.
В послевоенной Риге находилось три лагеря для немецких военнопленных. Немецкие военнопленные приняли участие в строительстве Рижского судостроительного завода (плавучие доки для этого завода в 1946 году привезены из Германии). Необходимые для восстановления Рижской электростанции турбины производства AEG были демонтированы и перевезены с электростанции в польском Катовице.
Город получил значительное экономическое развитие в послевоенное время. Здесь развивались многие отрасли промышленности: машиностроение (Рижский вагоностроительный завод (РВЗ), Рижская автобусная фабрика (РАФ), мотостроительный завод «Саркана звайгзне»), радиоэлектроника (Рижский электротехнический завод «ВЭФ», Рижский завод «Радиотехника», производственное объединение «Альфа»), химическая, лёгкая и пищевая промышленности (Рижская фабрика музыкальных инструментов, парфюмерно-косметическая фабрика «Дзинтарс», кондитерская фабрика «Лайма», завод по производству электробытовой техники и игрушек «Страуме» и др.). Построены Рижская ГЭС и ряд ТЭЦ.
Вследствие промышленного роста численность населения города выросла с 228 тыс. человек в 1945 году до 909 тыс. человек в 1990 году (в значительной мере за счёт миграции из других республик СССР).
После восстановления независимости Латвии в 1991 году Рига снова стала столицей суверенной Латвийской Республики.

### XXI век
В 2014 году Рига была названа одной из культурных столиц Европы.

## География
Исторический центр Риги располагается в нижнем течении Даугавы, а северные пригороды находятся на южном берегу Рижского залива. Южные и западные окрестности города относительно слабо заселены: обширные болота и топи некогда являлись естественной защитой города. Сформировавшийся в эпоху последнего ледникового периода ландшафт изобилует небольшими озёрами и ручьями, а к востоку и северу от Старого города ещё в конце XIX века простирались пустоши из песчаных дюн.
На северо-западе Рига омывается Балтийским морем, на северо-востоке и востоке граничит с Адажским и Ропажским краями, на юге — с Саласпилсским, Кекавским и Олайнским краями, на западе — с Марупским краем и городом Юрмалой.

### Использование земель
- жилая застройка — 67 км² (21,8 %);
- скверы — 57,54 км² (19 %);
- промышленная застройка — 52,45 км² (17 %);
- водоёмы — 48,5 км² (15,8 %);
- улицы и дороги — 24,64 км² (8 %)[21].

### Климат
Климат в Риге умеренно континентальный с тёплым влажным летом (средняя температура воздуха в июле — 18,7 °C; среднее количество осадков — 85 мм) и снежной зимой. Зимы с частыми оттепелями (средняя температура в феврале — −2,6 °C, оттепель наступает примерно 10 раз в месяц), однако нередки морозы до −20 °C. Снежный покров образуется в конце декабря и сохраняется до середины февраля — начала марта. Примерно 40 % дней в году бывают облачными, количество осадков составляет 668 мм в год. Среднегодовая скорость ветра — 4 м/с. Среднегодовая влажность воздуха — 79,2 %.
| Показатель                                      | Янв.  | Фев.  | Март  | Апр.  | Май  | Июнь | Июль | Авг. | Сен. | Окт. | Нояб. | Дек.  | Год   |
| ----------------------------------------------- | ----- | ----- | ----- | ----- | ---- | ---- | ---- | ---- | ---- | ---- | ----- | ----- | ----- |
| Абсолютный максимум, °C                         | 10,2  | 13,5  | 20,5  | 27,9  | 30,4 | 32,5 | 34,1 | 33,6 | 29,4 | 23,4 | 17,2  | 11,8  | 34,1  |
| Средний суточный максимум, °C                   | −0,3  | 0,0   | 4,5   | 11,6  | 17,5 | 20,9 | 23,5 | 22,5 | 17,4 | 10,5 | 4,8   | 1,3   | 11,2  |
| Средняя температура, °C                         | −2,4  | −2,6  | 0,9   | 6,7   | 12,2 | 16,1 | 18,7 | 17,8 | 13,1 | 7,3  | 2,8   | −0,6  | 7,5   |
| Средний суточный минимум, °C                    | −4,5  | −5,1  | −2,4  | 2,4   | 7,3  | 11,6 | 14,3 | 13,6 | 9,3  | 4,6  | 0,9   | −2,5  | 4,1   |
| Абсолютный минимум, °C                          | −33,7 | −34,9 | −23,3 | −11,1 | −5,3 | −1,2 | 4,0  | 0,0  | −4,1 | −8,7 | −18,9 | −31,9 | −34,9 |
| Норма осадков, мм                               | 41    | 36    | 31    | 35    | 54   | 63   | 78   | 75   | 66   | 72   | 70    | 47    | 668   |
| Температура воды, °C                            | 0     | 0     | 1     | 5     | 10   | 17   | 21   | 23   | 21   | 15   | 10    | 5     | 11    |
| Источник: Погода и климат, Туристический портал |       |       |       |       |      |      |      |      |      |      |       |       |       |

## Административное деление

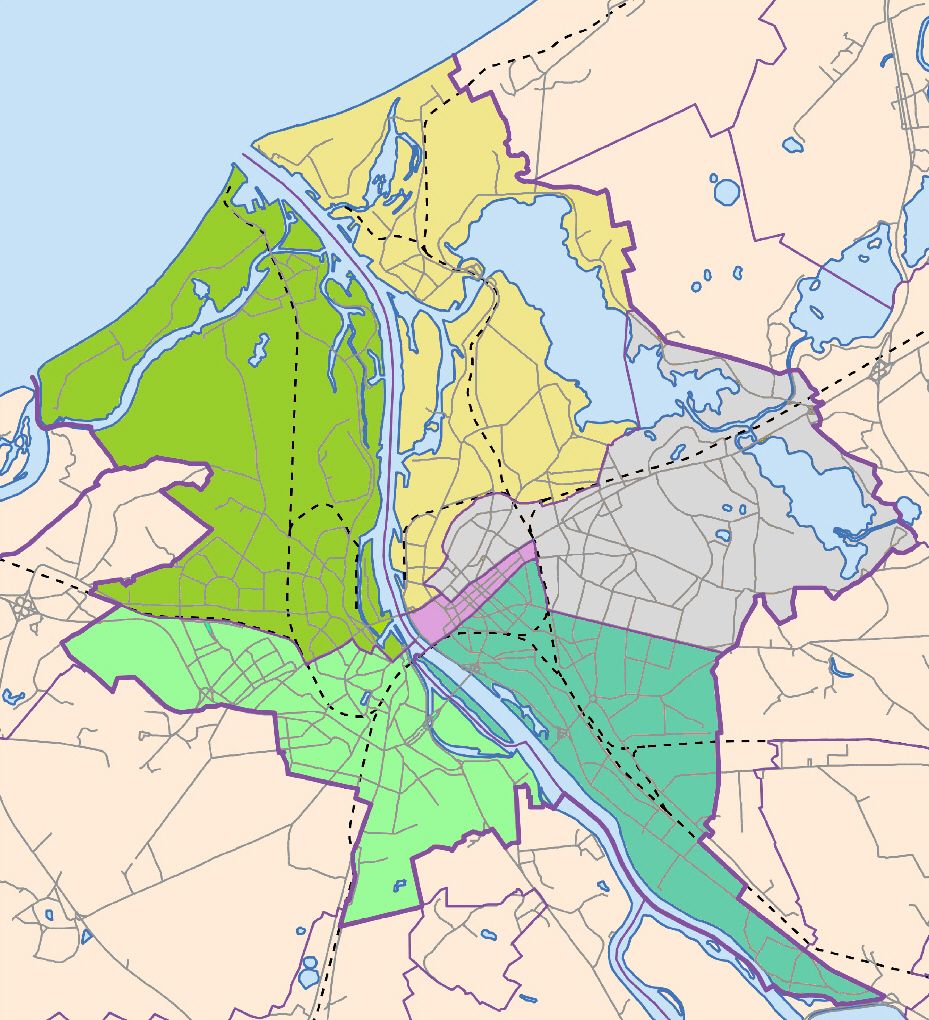
Карта административного деления Риги

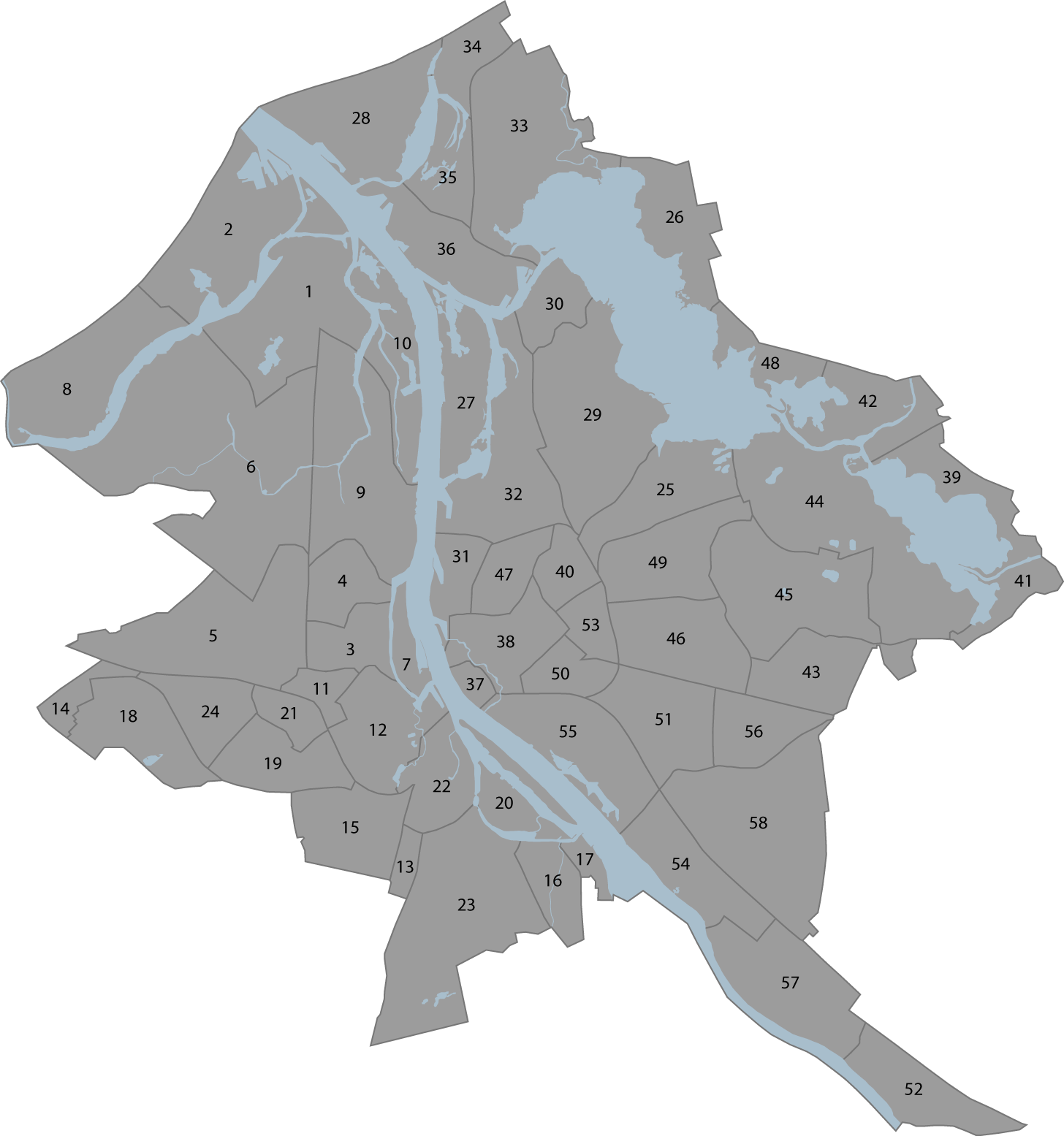
Карта исторических районов Риги

Рига административно разделена на три района (латыш. rajons) и три предместья (латыш. priekšpilsētas). Кроме этого, ныне также существует деление Риги на исторические городские районы (латыш. apkaimes), которое в дальнейшем будет использоваться для целей городского планирования и статистики.
- Курземский район ( зелёного цвета): площадь — 79 км², население — 133 505 чел., северная часть левобережья Даугавы.

Исторические районы:
1. Болдерая,
2. Даугавгрива,
3. Дзирциемс,
4. Ильгюциемс,
5. Иманта,
6. Клейсты,
7. Кипсала,
8. Ритабулли,
9. Спилве,
10. Волери,
11. Засулаукс,
12. Агенскалнс (частично также находится в Земгальском предместье).
- Земгальское предместье ( салатового цвета): площадь — 41 км², население — 105 090 чел., южная часть левобережья Даугавы.

Исторические районы:
13. Атгазене,
14. Бебербеки,
15. Биерини,
16. Бишумуйжа,
17. Катлакалнс,
18. Мукупурвс,
19. Плескодале,
20. Салас (часть территории относится к Латгальскому предместью),
21. Шампетерис,
22. Торнякалнс,
23. Зиепниеккалнс,
24. Золитуде.
- Северный район ( жёлтого цвета): площадь — 77 км², население — 80 652 чел., северная часть правобережья Даугавы.

Исторические районы:
25. Чиекуркалнс (частично также находится в Видземском предместье),
26. Яунциемс,
27. Кундзиньсала,
28. Мангальсала,
29. Межапарк,
30. Милгравис,
31. Петерсала-Андрейсала,
32. Саркандаугава,
33. Трисциемс,
34. Вецаки,
35. Вецдаугава,
36. Вецмилгравис.
- Центральный район ( розового цвета): площадь — 3 км², население — 24 547 чел. «Сердце города» (тут сосредоточено большинство достопримечательностей Риги, исторический район Старая Рига, театры, музеи, деловые центры, центральный вокзал и многое другое).

Исторические районы:
37. Старый город,
38. Центр (частично находится в Северном районе, а также в Видземском и Латгальском предместьях).
- Видземское предместье ( серого цвета): площадь — 57 км², население — 172 064 чел. Часть Видземского предместья находится в историческом центре, там находятся многочисленные памятники рижского югендстиля.

Исторические районы:
39. Берги,
40. Браса,
41. Брекши,
42. Букулты,
43. Дрейлини,
44. Югла,
45. Межциемс,
46. Пурвциемс,
47. Скансте (частично также находится в Северном районе),
48. Сужи,
49. Тейка.
- Латгальское предместье ( зелёно-голубого цвета): площадь — 50 км², население — 193 287 чел.

Исторические районы:
50. Авоты,
51. Дарзциемс,
52. Дарзини,
53. Гризинькалнс (частично также находится в Центральном районе),
54. Кенгарагс,
55. Латгале (до 2024 года — Московский форштадт),
56. Плявниеки,
57. Румбула,
58. Шкиротава.

## Население

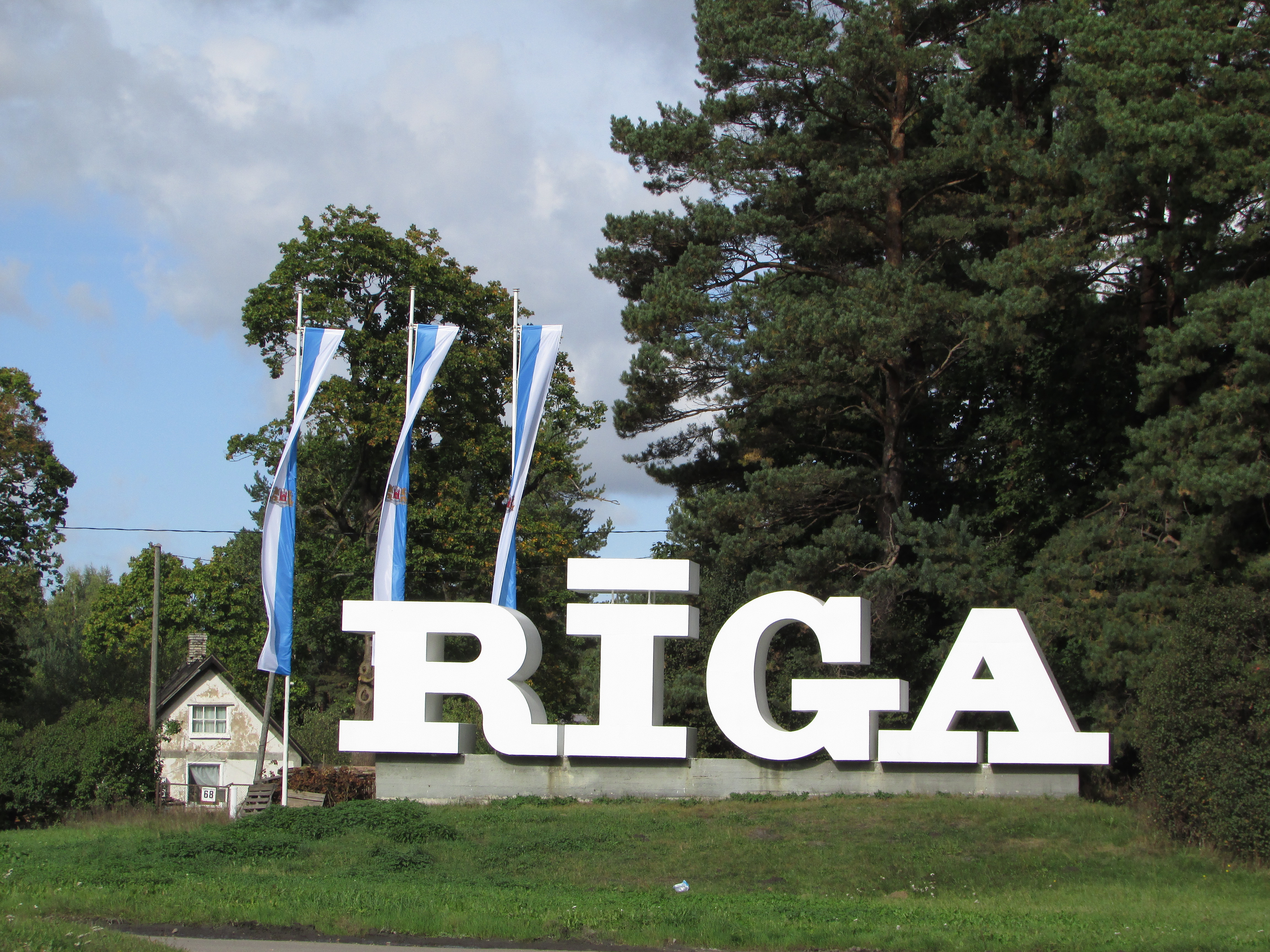
Надпись при въезде в Ригу

### Движение населения
Рига — самый многонаселённый город Прибалтики, однако с 1990 года численность его населения сильно сократилась и продолжает снижаться. Сокращение численности является следствием эмиграции русскоязычного населения в течение первых лет независимости, в последующие годы — отъезда граждан Латвии в другие страны Евросоюза, переселения многих рижан в окружающие город муниципалитеты Рижской агломерации, а также низкого коэффициента рождаемости среди всех национальностей.
По данным Центрального статистического управления Латвии, в 2023 году численность населения города составляла 609 489 человек (в 2021 году по данным Регистра жителей в Риге насчитывалось 686 253 человека). Доля населения старше 65 лет в структуре населения города составляла 21,45 % (130 726 чел.), а доля населения младше 14 лет — 15,16 % (92 380 чел.).
Динамика численности населения города с 1767 года по настоящее время:
| Год  | Население |
| ---- | --------- |
| 1767 | 19 500    |
| 1800 | 29 500    |
| 1840 | 60 000    |
| 1867 | 102 590   |
| 1881 | 169 329   |
| 1897 | 282 230   |
| 1913 | 472 068   |
| 1920 | 185 137   |
| 1925 | 337 699   |
| 1935 | 385 063   |
| 1939 | 347 800   |

| Год  | Население |
| ---- | --------- |
| 1941 | 335 200   |
| 1945 | 228 200   |
| 1950 | 482 300   |
| 1955 | 566 900   |
| 1959 | 580 423   |
| 1965 | 665 200   |
| 1970 | 731 831   |
| 1975 | 795 600   |
| 1979 | 835 475   |
| 1987 | 900 300   |
| 1989 | 915 106   |

| Год  | Население |
| ---- | --------- |
| 1990 | 909 135   |
| 1991 | 900 455   |
| 1992 | 889 741   |
| 1993 | 863 657   |
| 1994 | 843 552   |
| 1995 | 824 988   |
| 1996 | 810 172   |
| 1997 | 797 947   |
| 1998 | 786 612   |
| 1999 | 776 008   |
| 2000 | 764 329   |

| Год  | Население |
| ---- | --------- |
| 2001 | 756 627   |
| 2002 | 747 157   |
| 2003 | 739 232   |
| 2004 | 735 241   |
| 2005 | 731 762   |
| 2006 | 727 578   |
| 2007 | 722 485   |
| 2008 | 717 371   |
| 2009 | 713 016   |
| 2010 | 706 413   |
| 2011 | 658 640   |

| Год  | Население |
| ---- | --------- |
| 2012 | 649 853   |
| 2013 | 643 615   |
| 2014 | 643 368   |
| 2015 | 641 007   |
| 2016 | 639 630   |
| 2017 | 641 423   |
| 2018 | 637 971   |
| 2019 | 632 614   |
| 2020 | 621 120   |
| 2021 | 614 618   |
| 2022 | 605 802   |

| Год  | Население |
| ---- | --------- |
| 2023 | 609 489   |
| 2024 | 605 273   |

Динамика численности населения города:

### Языковой и национальный состав
Распределение жителей города Риги по родному языку согласно результатам переписи населения 1897 года:
| родной язык | чел. (1897) | %        |
| ----------- | ----------- | -------- |
| всего       | 282 230     | 100,00 % |
| латышский   | 127 046     | 45,02 %  |
| немецкий    | 67 286      | 23,84 %  |
| русский     | 44 452      | 15,75 %  |
| идиш        | 16 922      | 6,00 %   |
| польский    | 13 415      | 4,75 %   |
| литовский   | 6 362       | 2,25 %   |
| эстонский   | 3 702       | 1,31 %   |
| белорусский | 730         | 0,26 %   |

В настоящее время в Риге проживают латыши (47,17 %, перепись 2021), русские (36,03 %), белорусы (3,62 %), украинцы (3,47 %), поляки (1,72 %) и др.
Национальный состав населения города по переписям населения 1989, 2000 и 2021 годов, а также по оценке на начало 2023 года:
| национальность        | чел. (1989) | %        | чел. (2000) | %        | чел. (2011) | %        | чел. (2021) | %        | чел. (2023) | %        |
| --------------------- | ----------- | -------- | ----------- | -------- | ----------- | -------- | ----------- | -------- | ----------- | -------- |
| всего                 | 910 455     | 100,00 % | 764 329     | 100,00 % | 658 640     | 100,00 % | 614 618     | 100,00 % | 609 489     | 100,00 % |
| латыши                | 331 934     | 36,46 %  | 313 368     | 41,00 %  | 305 117     | 46,33 %  | 289 937     | 47,17 %  | 284 218     | 46,63 %  |
| в том числе латгальцы |             |          |             |          | 29 393      | 4,46 %   |             |          |             |          |
| русские               | 430 555     | 47,29 %  | 335 431     | 43,89 %  | 264 808     | 40,21 %  | 221 425     | 36,03 %  | 211 038     | 34,63 %  |
| украинцы              | 43 641      | 4,79 %   | 31 899      | 4,17 %   | 22 737      | 3,45 %   | 21 309      | 3,47 %   | 29 646      | 4,86 %   |
| белорусы              | 43 631      | 4,79 %   | 35 791      | 4,68 %   | 25 535      | 3,88 %   | 22 272      | 3,62 %   | 21 237      | 3,48 %   |
| поляки                | 16 653      | 1,83 %   | 15 980      | 2,09 %   | 12 208      | 1,85 %   | 10 547      | 1,72 %   | 10 068      | 1,65 %   |
| литовцы               | 7 012       | 0,77 %   | 6 530       | 0,85 %   | 5 450       | 0,83 %   | 4 871       | 0,79 %   | 4 601       | 0,75 %   |
| евреи                 | 18 812      | 2,07 %   | 8 254       | 1,08 %   | 4 810       | 0,73 %   |             |          | 2 906       | 0,48 %   |
| немцы                 | 1 054       | 0,11 %   | 1 386       | 0,18 %   |             |          |             |          |             |          |
| цыгане                |             |          |             |          | 928         | 0,1 %    |             |          | 659         | 0,11 %   |
| эстонцы               |             |          |             |          | 829         | 0,1 %    |             |          | 653         | 0,11 %   |
| ливы                  |             |          |             |          | 87          | 0,01 %   |             |          |             |          |
| другие                | 18 217      | 2,00 %   | 17 076      | 2,23 %   | 17 888      | 2,72 %   | 44 257      | 7,2 %    | 44 463      | 7,3 %    |

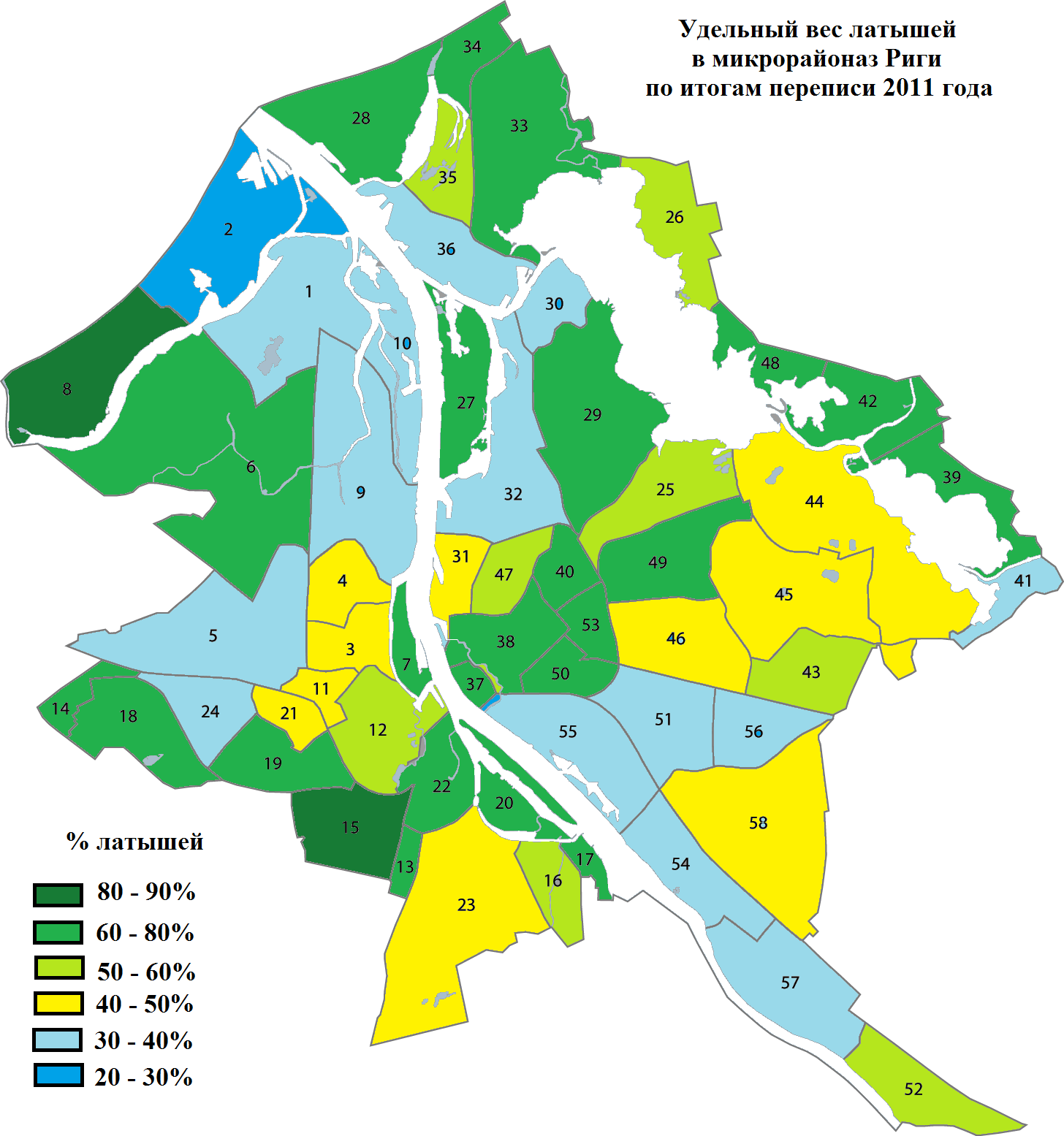
Расселение латышей в микрорайонах Риги (%, перепись населения 2011 года)

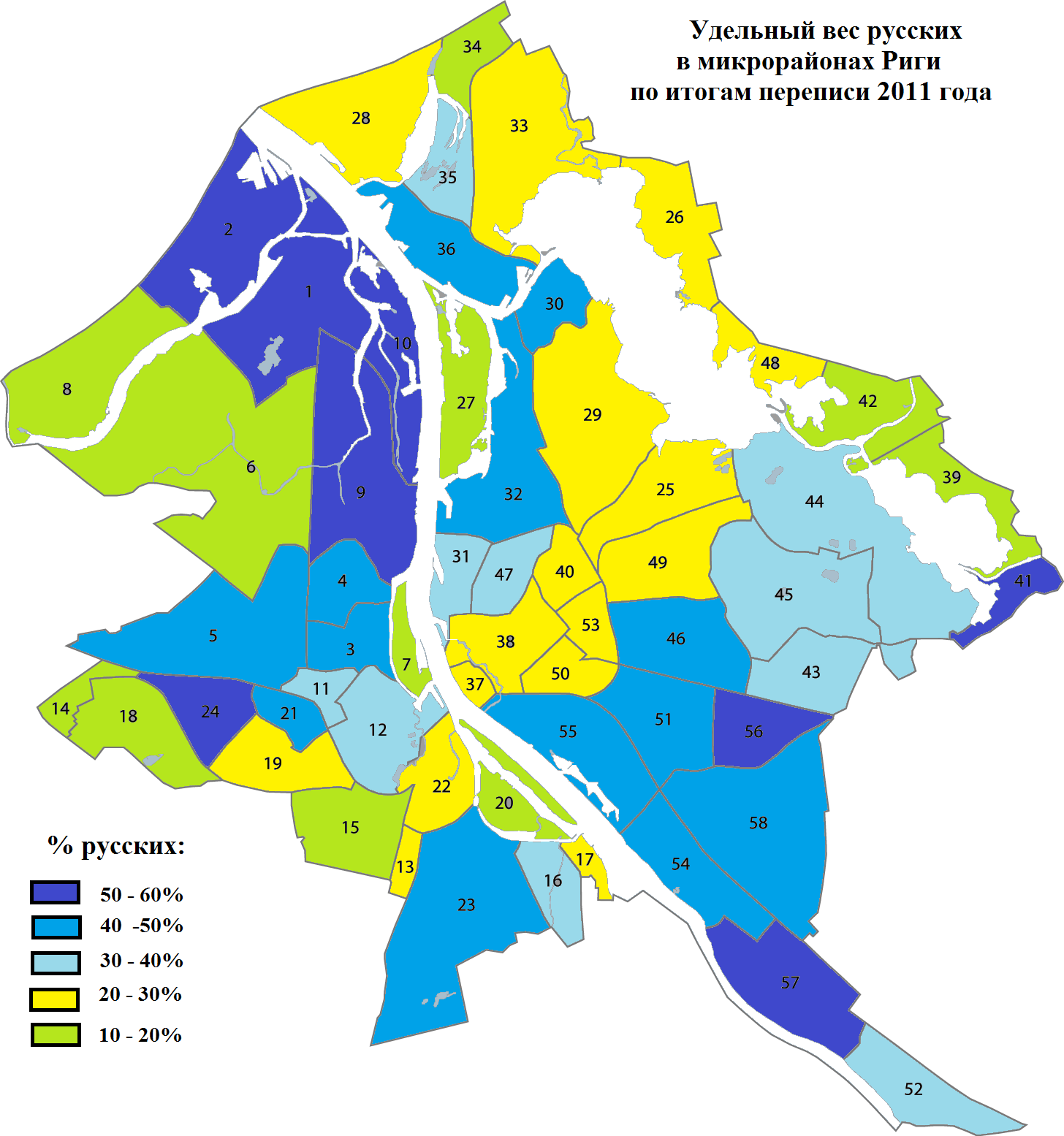
Расселение русских в микрорайонах Риги (%, перепись населения 2011 года)

По оценке Управления делами гражданства и миграции Латвии, на 30 июня 2021 года этнический состав населения Риги был следующим:
- латыши — 304 329;
- русские — 243 949;
- другие — 40 209;
- не выбрана национальность — 26 393;
- украинцы — 24 445;
- белорусы — 23 656;
- поляки — 11 871;
- латгальцы не были указаны отдельно от латышей.

На референдуме 2012 года 61,6 % от проголосовавших в Риге высказалось против придания русскому языку статуса второго официального (общенациональная доля «против» — 74,8 %). Русскоязычное население проживает больше в микрорайонах, построенных в советское время, а латыши — ближе к центру города и в районах частной застройки. Наибольший удельный вес латышей в Центральном районе Риги (60,9 % населения), а наименьший в Курземском (36,4 %).
Распределение населения по преимущественно используемому дома языку согласно переписи 2011 года:
| Язык                    | Численность | %        | % от указавших |
| ----------------------- | ----------- | -------- | -------------- |
| Русский                 | 326 478     | 49,57 %  | 55,80 %        |
| Латышский               | 254 188     | 38,59 %  | 43,44 %        |
| в том числе латгальский | 29 393      | 4,46 %   | 5,02 %         |
| Украинский              | 702         | 0,11 %   | 0,12 %         |
| Литовский               | 563         | 0,09 %   | 0,10 %         |
| Польский                | 496         | 0,08 %   | 0,08 %         |
| Белорусский             | 227         | 0,03 %   | 0,04 %         |
| Иной                    | 2 477       | 0,38 %   | 0,42 %         |
| Указан                  | 585 131     | 88,84 %  | 100,00 %       |
| Не указан               | 73 509      | 11,16 %  |                |
| Всего                   | 658 640     | 100,00 % |                |

Динамика языкового состава населения Риги в 1867—1930 годах, а также в 2011 году по их родному или разговорному языку:
| Язык       | 1867            | 1881            | 1897             | 1913             | 1930              | 2011              |
| ---------- | --------------- | --------------- | ---------------- | ---------------- | ----------------- | ----------------- |
| русский    | 25 772 (25,1 %) | 31 976 (18,9 %) | 43 338 (16,9 %)  | 99 985 (21,2 %)  | 29 696 (7,86 %)   | 326 478 (49,57 %) |
| латышский  | 24 199 (23,6 %) | 49 974 (29,5 %) | 106 541 (41,6 %) | 187 135 (39,6 %) | 227 842 (60,29 %) | 254 188 (38,59 %) |
| немецкий   | 43 980 (42,9 %) | 66 775 (39,4 %) | 65 332 (25,5 %)  | 78 656 (16,7 %)  | 44 105 (11,67 %)  | …                 |
| идиш       | 5254 (5,1 %)    | 14 222 (8,4 %)  | 16 521 (6,5 %)   | 21 231 (4,5 %)   | 42 328 (11,2 %)   | …                 |
| эстонский  | 872 (0,9 %)     | 1565 (0,9 %)    | 3532 (1,4 %)     | 6721 (1,4 %)     | 2443 (0,65 %)     | …                 |
| литовский  | …               | …               | 5853 (2,3 %)     | 25 824 (5,5 %)   | 6817 (1,8 %)      | 563 (0,09 %)      |
| польский   | …               | …               | 12 869 (5 %)     | 35 621 (7,5 %)   | 16 574 (4,39 %)   | 496 (0,08 %)      |
| прочие*    | 2513 (2,4 %)    | 4048 (2,4 %)    | 1772 (0,7 %)     | 16 895 (3,6 %)   | 8112 (2,14 %)     | 3406 (0,52 %)     |
| нет данных | …               | 769 (0,5 %)     | 130 (0,1 %)      | …                | …                 | 73 509 (11,16 %)  |
| Всего      | 102 590 (100 %) | 169 329 (100 %) | 255 879 (100 %)  | 472 068 (100 %)  | 377 917 (100 %)   | 658 640 (100 %)   |

*В данных за 1881 г. польско- и литовскоговорящие жители включены в эту группу.

## Управление и политика

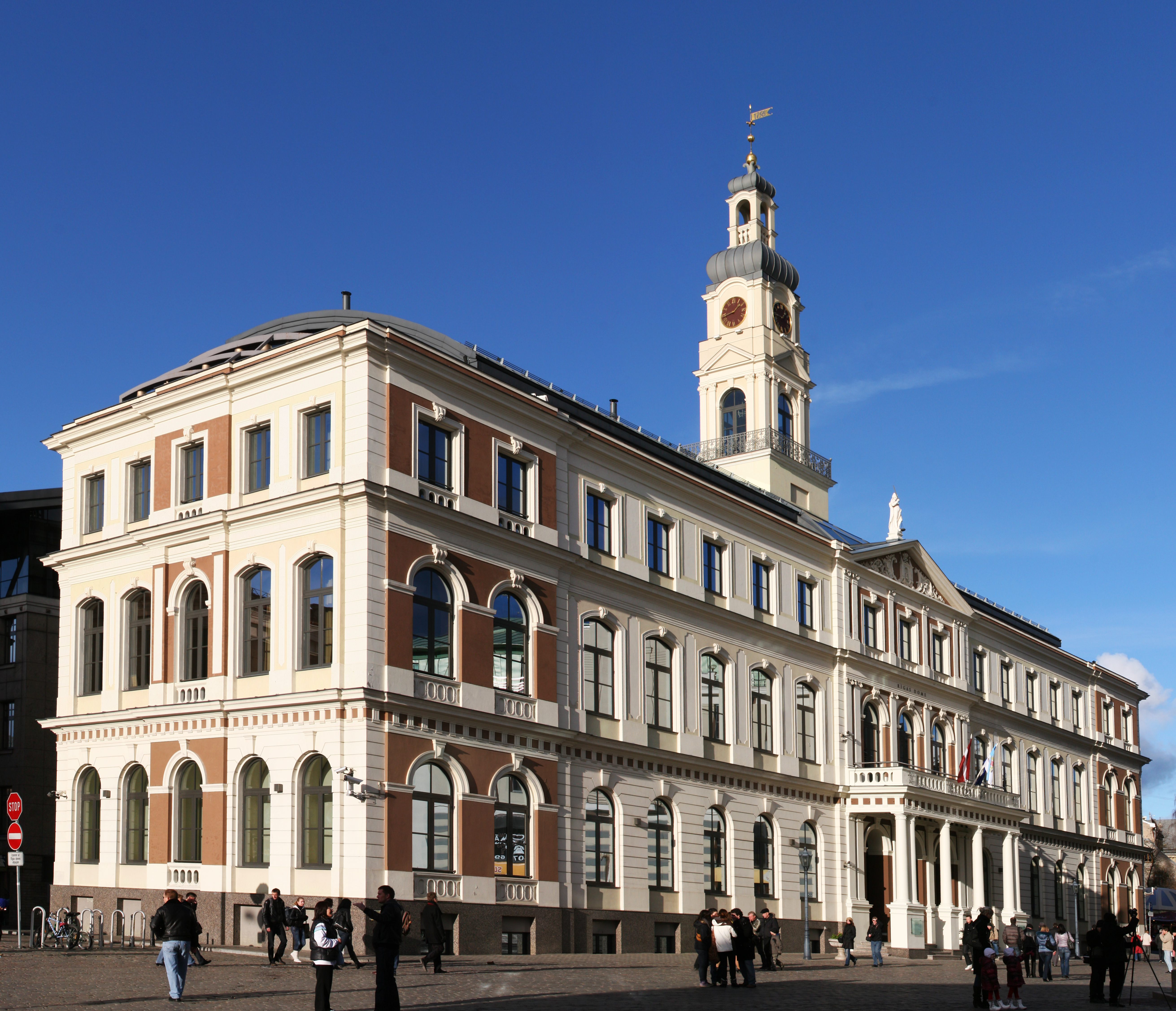
Ратуша в Старом городе

В Риге расположены органы государственного управления Латвии: парламент — Сейм (латыш. Saeima), Кабинет министров, Верховный суд, а также резиденция президента Латвии.
Орган городского самоуправления — Рижская дума — занимает здание ратуши в Старом городе. Городская дума насчитывает 60 депутатов, срок полномочий которых составляет 4 года. Депутаты из своего числа выбирают председателя думы (мэра Риги). В 2023 году председателем городской думы (мэром Риги) стал Вилнис Кирсис.
По итогам выборов 2020 года в Рижской думе представлены следующие фракции: партия «Развитию/За!» (латыш. Attīstibai/Par!) и партия «Прогрессивные» (латыш. Progressīvie; на последних выборах шли единым списком) — 18 мандатов; Социал-демократическая партия «Согласие» (латыш. Saskaņa) — 12 мандатов; «Новое единство» (латыш. Jaunā vienotība) — 10 мандатов; «Национальное объединение» (латыш. Nacionālā apvienība) и партия «Объединение регионов Латвии» (латыш. Latvijas Reģionu apvienība) — 7 мандатов; «Честь служить Риге» (латыш. Gods kalpot Rīgai) — 5 мандата; «Русский союз Латвии» (латыш. Latvijas Krievu savienība) — 4 мандата; «Новая консервативная партия» (латыш. Jaunā konservatīvā partija) — 4 мандата.

## Экономика

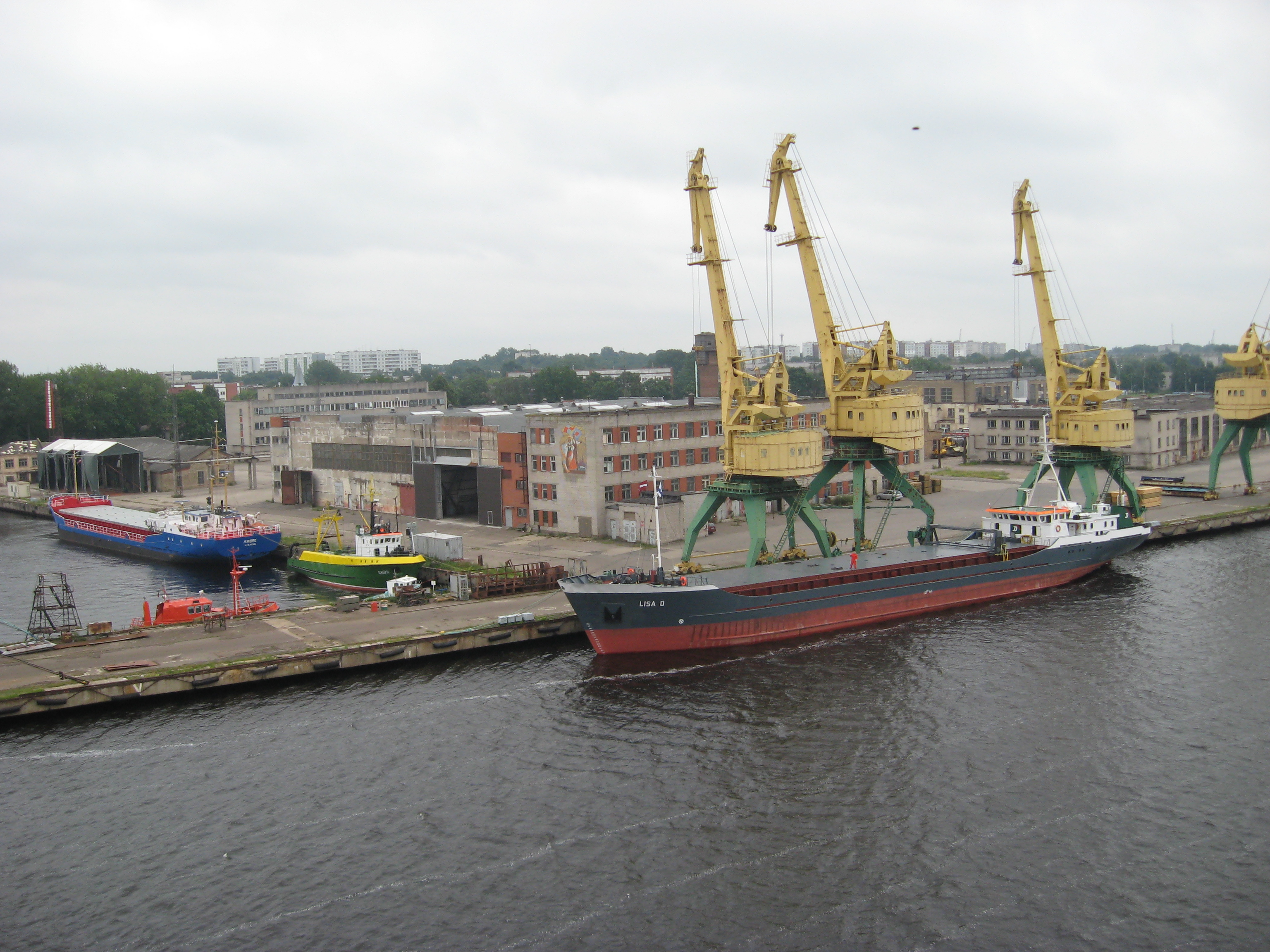
Рижский порт

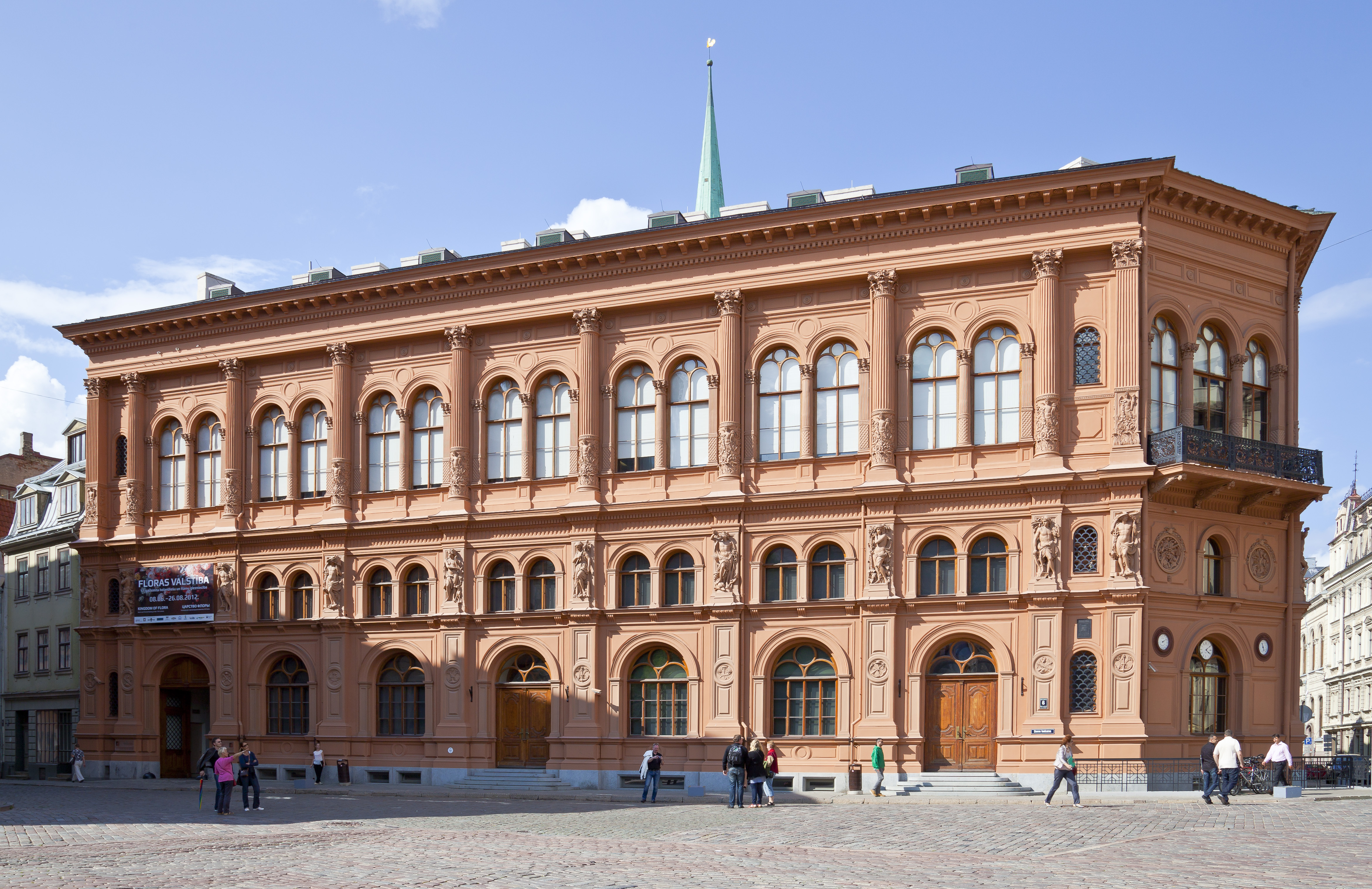
Рижская фондовая биржа

Рига — наиболее экономически развитый регион и крупнейший промышленный центр Латвии. На Рижский регион приходится свыше 60 % валовой промышленной продукции Латвии, и здесь работает более 50 % занятого в экономике населения страны. В Рижском регионе находятся предприятия пищевой, деревообрабатывающей, лёгкой, химической и фармацевтической промышленности. Возрастает объём иностранных инвестиций, привлекаемых Ригой, что делает её важным местом проведения профильных выставок в Прибалтике.
Почти все крупнейшие предприятия Латвии базируются в Риге, в том числе государственная энергосбытовая компания «Latvenergo», газовая монополия «Latvijas Gāze», железнодорожная компания «Latvijas dzelzceļš», государственное почтовое предприятие «Latvijas Pasts», операторы мобильной связи «Latvijas Mobilais Telefons» (LMT), «Tele2», «Bite Latvija» и авиакомпания «airBaltic».
Единственная фондовая биржа страны NASDAQ OMX Riga также располагается в столице. Почти все важные латвийские финансовые учреждения также находятся в Риге, в том числе Банк Латвии, который является центральным банком страны. Членство в Евросоюзе позволило Латвии заметно расширить торговые связи с европейскими государствами, особенно с Германией, Швецией и Великобританией.
Туризм — важный источник доходов города (90 % туристов, посещающих Латвию, направляются именно в Ригу).

## Транспорт

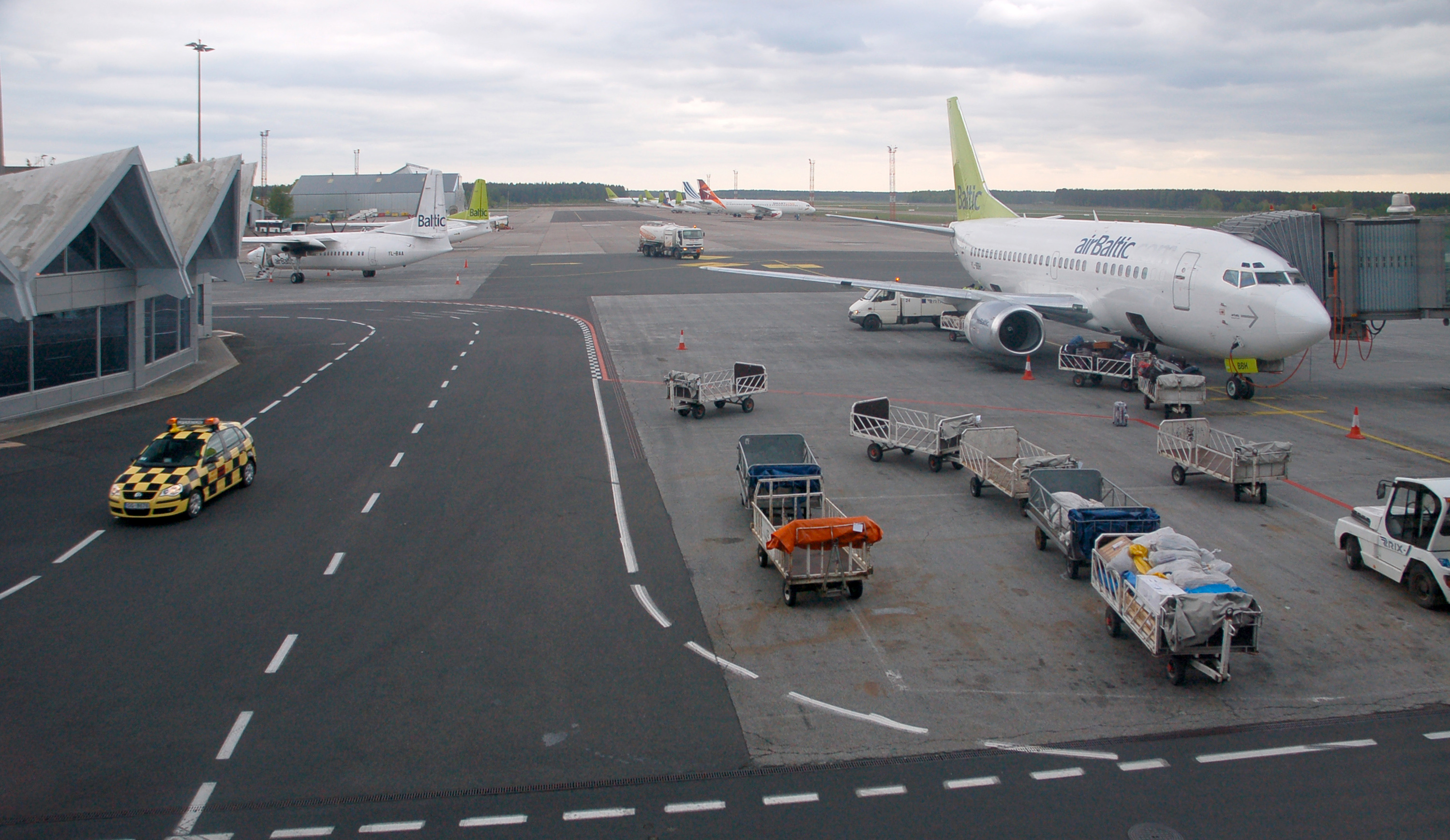
Аэропорт Рига — крупнейший в Прибалтике

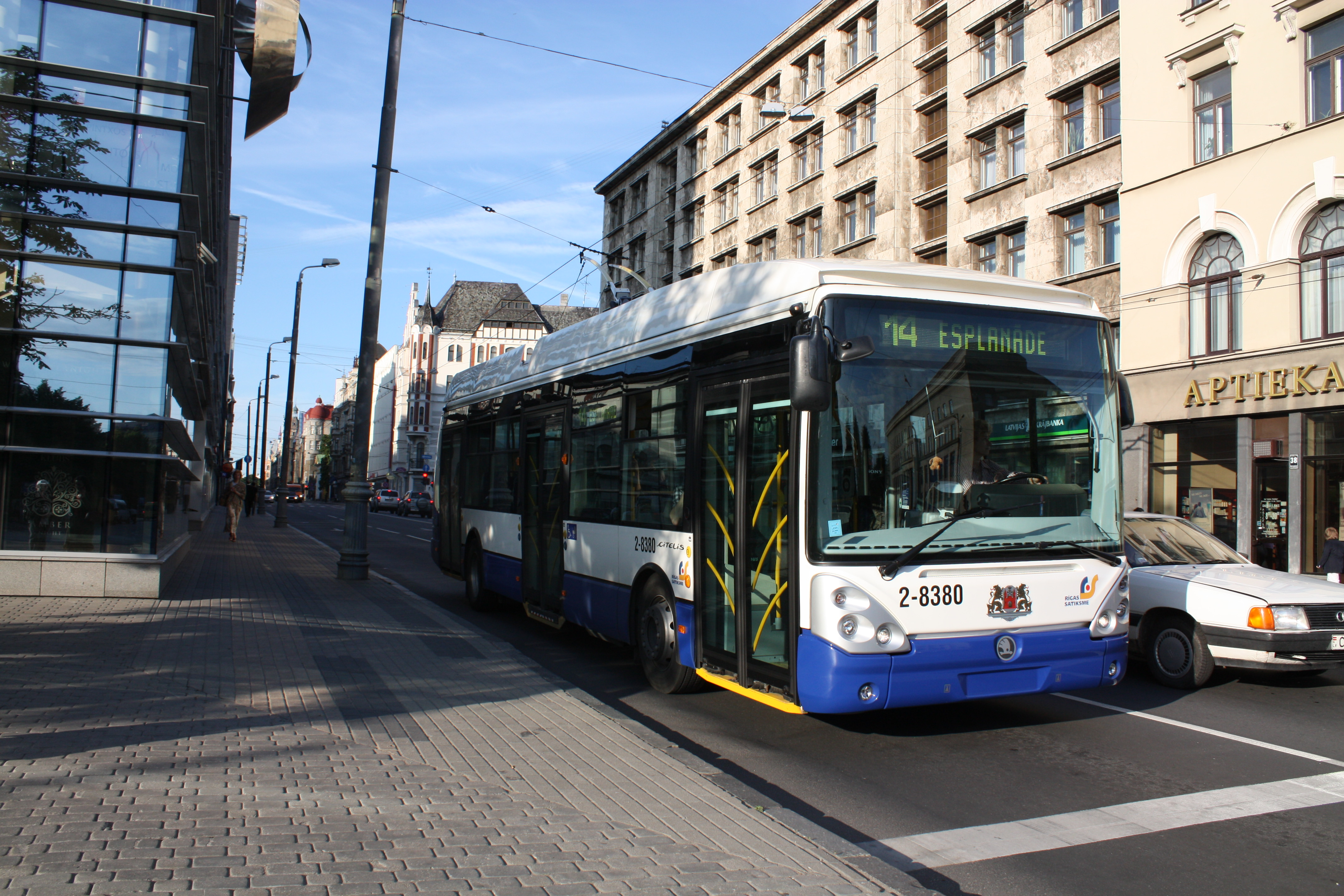
Троллейбус Škoda 24Tr Irisbus

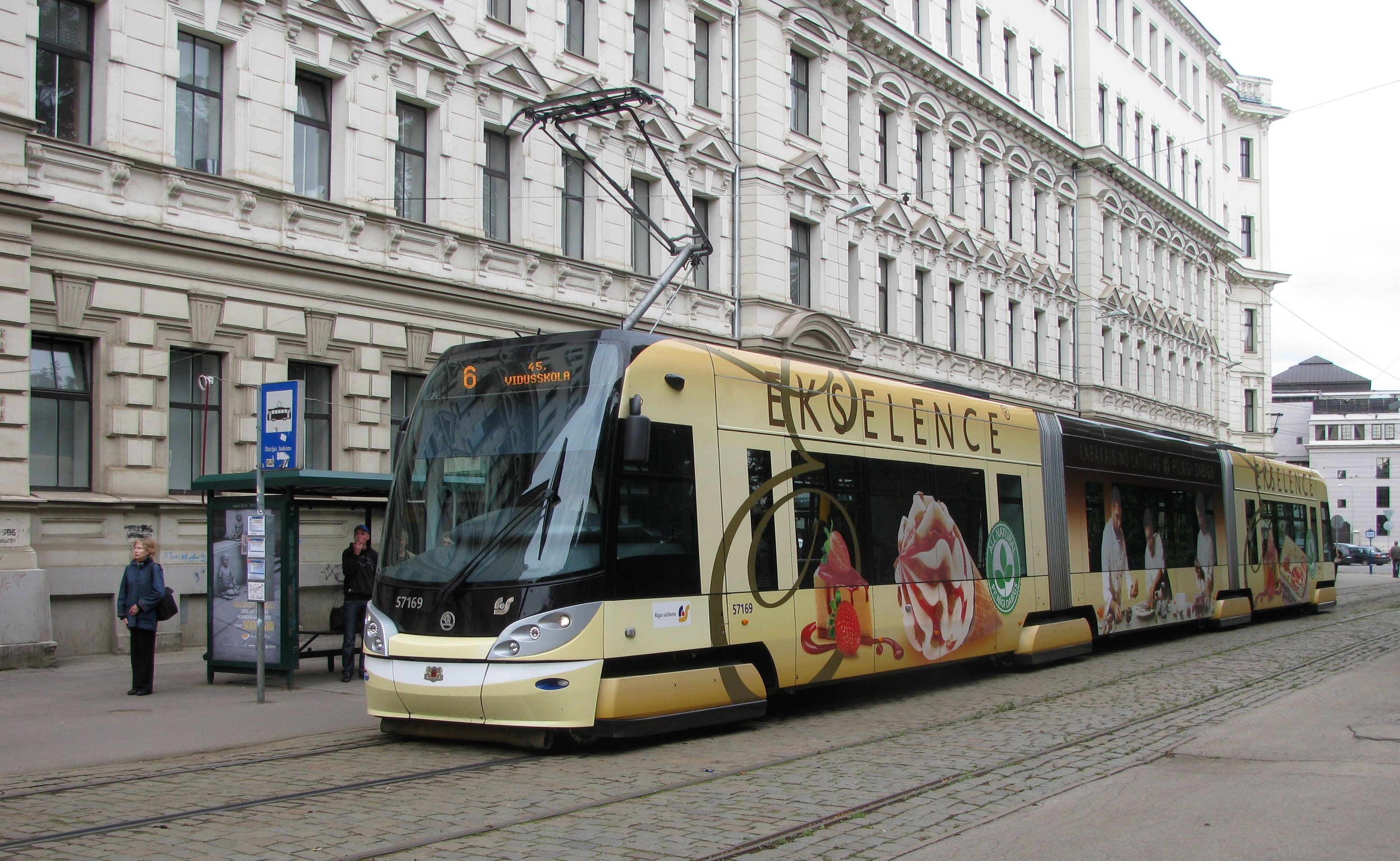
Рижский трамвай

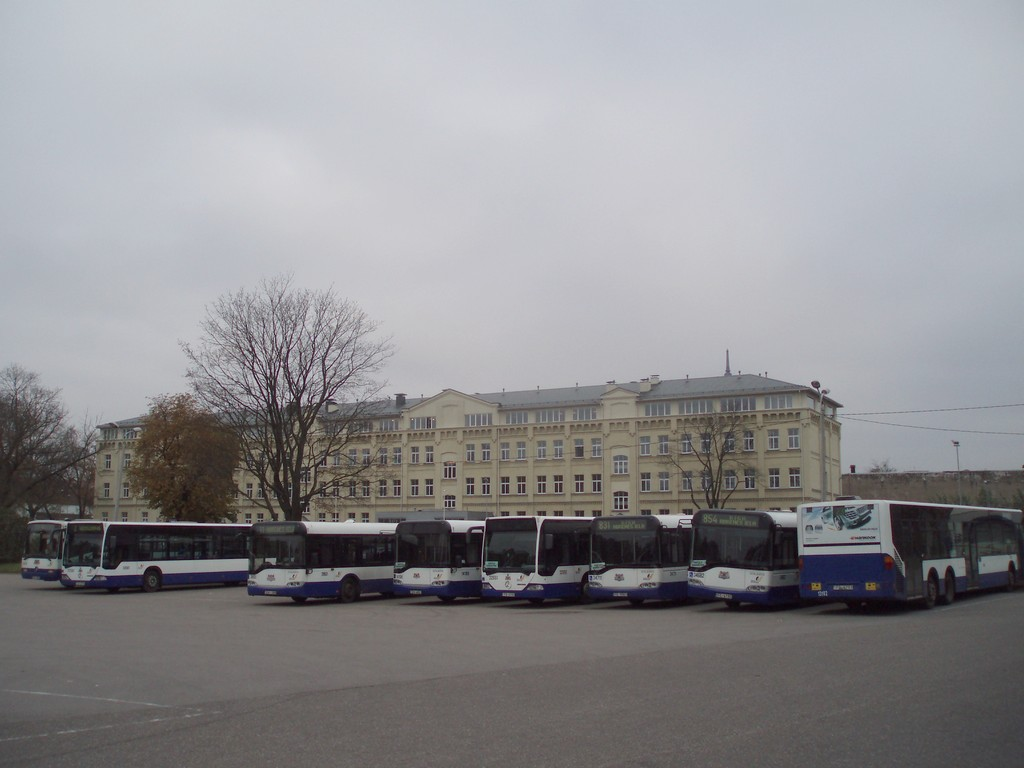
Кольцо автобусов на улице Абренес

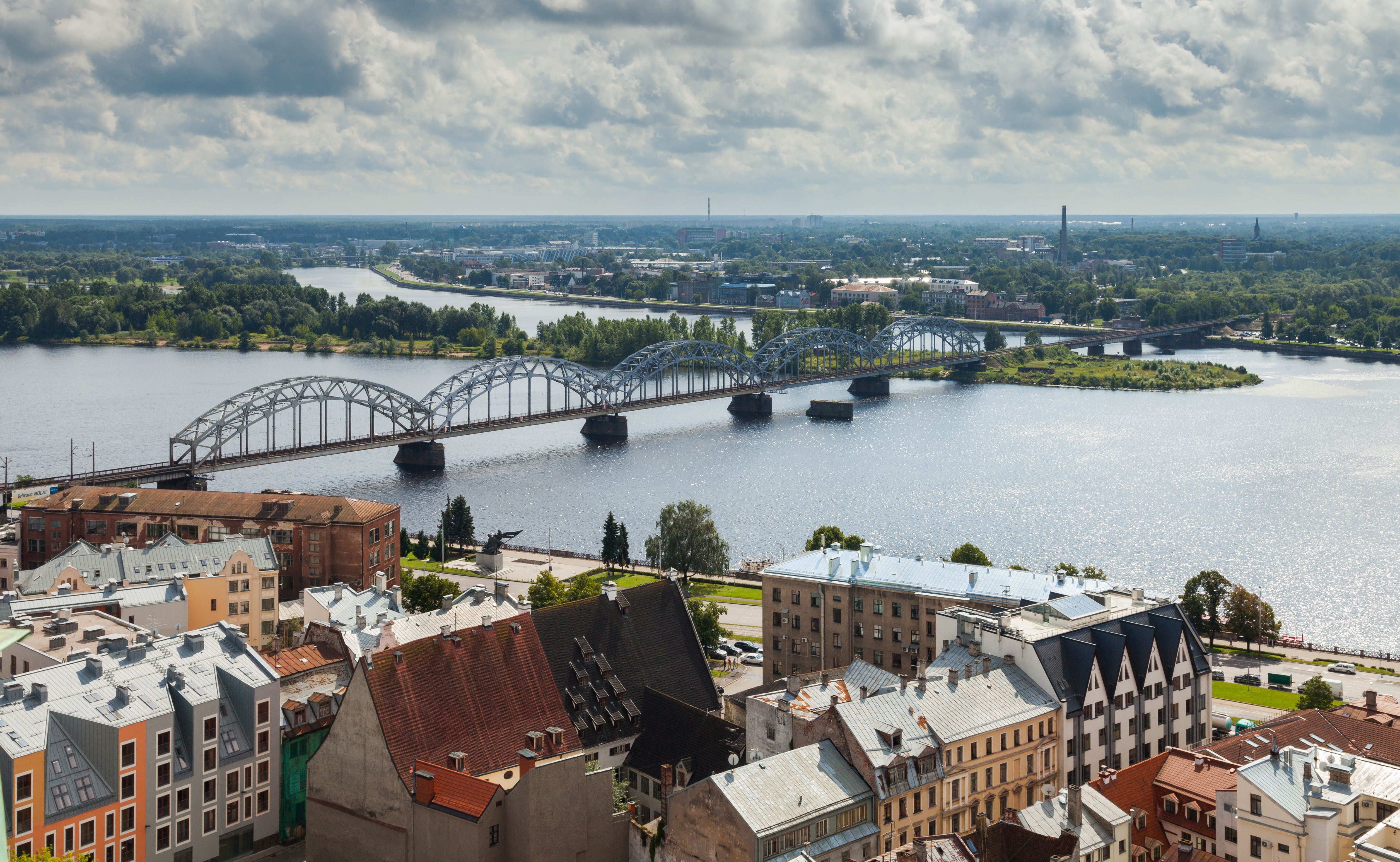
Железнодорожный мост через Даугаву

Рига — важный международный транспортный узел в регионе Балтийского моря (транспортные потоки между Скандинавией и Восточной Европой, Финляндией и Центральной Европой по европейскому маршруту E67 Via Baltica, а также между странами Прибалтики).
Железнодорожный мост — старейший из сохранившихся мостов в Риге, который также является единственным железнодорожным мостом через Даугаву в пределах города.

#### Железнодорожный
Важнейшими транспортными воротами города является железнодорожный вокзал (латыш. Rīgas dzelzceļa stacija). По состоянию на декабрь 2024 года, с Рижского железнодорожного вокзала осуществляются пассажирские перевозки по территории Латвии по пяти направлениям: Рига — Тукумс, Рига — Скулте, Рига — Даугавпилс (с ответвлениями в Плявинясе на Гулбене и в Крустпилсе на Резекне), Рига — Елгава (дважды в сутки поезд следует до Лиепаи) и Рига — Лугажи. Международное сообщение по маршрутам Рига — Москва, Рига — Санкт-Петербург (прицепные вагоны) и Рига — Минск отменено с 17 марта 2020 года в связи с пандемией коронавируса и по состоянию на декабрь 2024 года не возобновлено.
Планируется с 6 января 2025 года начать движение поездов по новому международному маршруту Вильнюс — Рига — Таллин.

#### Автобусный
В Риге функционирует Рижский международный автовокзал (латыш. Rīgas starptautiskā autoosta), который обеспечивает пригородное и международное автобусное сообщение с соседними странами и большинством стран Европейского союза.

#### Воздушный
Международный аэропорт Рига (латыш. Starptautiskā lidosta «Rīga») — важнейший и крупнейший аэропорт Прибалтики, построенный в 1973 году и предлагающий рейсы по 82 направлениям. Ежегодное число пассажиров выросло с 310 тыс. в 1993 году до более чем 4 млн в 2009 году при проектном пассажиропотоке в 2,5 млн человек в год, в связи с чем в «airBaltic» были запланированы работы по строительству нового терминала стоимостью 92 млн евро.

#### Морской
Рижский пассажирский порт (латыш. Rīgas Pasažieru termināls) осуществляет сообщение со Скандинавией и Северной Германией.

#### Автомобильный
Центральный узел сети автодорог Латвии расположен в Риге. Каменный мост соединяет Старый город и Задвинье. Островной мост соединяет Московский форштадт с Задвиньем через остров Закюсала, а Вантовый мост соединяет Старый город с Задвиньем через Кипсалу.
В 2008 году была завершена и открыта для движения первая очередь нового Южного моста через Даугаву. Его строительство позволило уменьшить количество заторов в центре города, и в настоящее время он является крупнейшим инфраструктурным проектом в Прибалтике за последние 20 лет вместе со строительством Северной объездной дороги (латыш. Ziemeļu koridors) длиной 27—30 км.

#### Общественный
Общественный транспорт в городе обеспечивает муниципальная компания Rīgas satiksme, которая управляет движением трамваев (8 маршрутов, парк насчитывает 253 вагона), автобусов (53 маршрута, около 480 машин) и троллейбусов (18 маршрутов, около 300 машин) с обширной сетью маршрутов по всему городу.
С 2013 года монополизированы услуги маршрутного такси в городе.
Планируется воссоздание речного транспорта.
В 1980-е годы проектировалась система рижского метрополитена, но этот проект так и не был реализован.

#### Велосипедный
Автоматическая система проката велосипедов «Sixt» включает 17 пунктов проката велосипедов, в основном в центральной части города.

## Культура
Рига была выбрана культурной столицей Европы на 2014 год. В связи с этим было начато воплощение нескольких инфраструктурных проектов: строительство Латвийской национальной библиотеки (латыш. Latvijas Nacionālā bibliotēka) по проекту Гуннара Биркерта на берегу Даугавы напротив Старого города, концертного зала (латыш. Koncert zale), который также станет базой для Латвийского национального симфонического оркестра, и создание музея современного искусства (латыш. Laikmetīgās mākslas muzejs) в бывшем здании электростанции в Андрейсале.

### Театры
- Латвийский национальный оперный театр (латыш. Latvijas Nacionālā opera) с момента основания в январе 1919 года размещается в неоклассическом здании (1860—1863), построенном для Немецкого театра. В его репертуаре оперная классика, с 1922 года существует также балетная труппа.
- Одним из крупнейших театров страны является Латвийский национальный театр, также основанный в 1919 году и расположенный в здании, до этого принадлежавшем Второму городскому (Русскому) театру (здание построено на пожертвования русской общины Риги в 1902 году).
- Рижский русский театр имени Михаила Чехова (латыш. Mihaila Čehova Rīgas Krievu teātris) — старейший профессиональный драматический театр страны. Его первый сезон открылся в 1883 году, а репертуар состоит из русских и иностранных пьес.
- В основанном в 1920 году театре «Дайлес» (латыш. Dailes teātris) регулярно ставятся современные иностранные пьесы.
- Созданный в 1944 году Латвийский государственный кукольный театр (латыш. Latvijas Valsts Leļļu teātris) в основном показывает детские спектакли.
- В 1992 году был основан Новый Рижский театр (латыш. Jaunais Rīgas teātris).

### Музеи
В Риге более 40 музеев и подобных им учреждений различной направленности. Наиболее известные из них:
- Музей истории Риги и мореходства (латыш. Rīgas vēstures un kuģniecības muzejs) является одним из старейших музеев Европы. К нему также относится дом Менцендорфа (латыш. Mencendorfa nams) — образец исторического жилого и торгового здания.
- Латвийский национальный музей изобразительных искусств (латыш. Latvijas Nacionālais mākslas muzejs) посвящён латвийскому искусству.
- В Музее зарубежного искусства (латыш. Ārzemju mākslas muzejs) хранится крупнейшее в Латвии собрание европейского искусства XVI—XXI веков.
- Рижский музей югендстиля посвящён архитектурному и декоративно-прикладному стилю югендстиль (модерн).
- Экспозиция латвийского исторического музея (латыш. Latvijas Vēstures muzejs) в Рижском замке посвящена истории страны от каменного века до наших дней.
- В Пороховой башне открыт Латвийский военный музей (латыш. Latvijas Kara muzejs) с экспозицией об истории латвийской армии.
- Музей оккупации Латвии (латыш. Latvijas Okupācijas muzejs) находится в здании 1970-х гг. постройки и посвящён периоду истории, когда Латвия находилась под германским и советским управлением (1940—1991).
- В Музее латвийских евреев (латыш. Muzejs Ebreji Latvijā) рассказывается об истории евреев Риги с XVIII века до 1941 года.
- Латвийский Музей природы (латыш. Latvijas Dabas muzejs)
- Экспозиции Рижского мотормузея (латыш. Rīgas Motormuzejs) включают в себя более 80 автомобилей и около 100 мотоциклов и мопедов начала XX века.

### Музыка

Дворец культуры ВЭФ

В XVIII веке в Риге начался расцвет европейской музыки, что превратило город в крупнейший музыкальный центр Прибалтики. Начало этому положило основание Рижского музыкального общества (1760) и частных оркестров, таких как у барона Отто Германа Фитингофа, на базе которого в 1782 году был основан оперный театр. В Риге работали, в частности, такие композиторы, как Иоганн Валентин Медер, Иоганн Готфрид Мютель и Георг Михаэль Телеман. В XIX веке параллельно развивались традиция немецкой музыки и традиция латышского песенного фольклора. С 1837 по 1839 год капельмейстером в оперном театре работал Рихард Вагнер, который к тому времени уже достиг международной известности. Иногда в оперном театре дирижировал и Лео Блех.
Классические концерты проводились, в частности, в доме Черноголовых и в бывшей Большой гильдии.
Латвийская музыкальная академия имени Язепа Витола была основана в 1919 году, и в настоящее время в ней насчитывается около 500 студентов.
В 1873 году в Риге состоялся первый Праздник песни, положивший начало традиции, продолжающейся и в наши дни. В 2003 году песенные праздники балтийских стран были внесены в список шедевров устного и духовного наследия человечества, составленного ЮНЕСКО. В 2018 году в Риге прошёл XXVI Национальный песенный праздник, в котором приняло участие 43 тысячи исполнителей. Очередной праздник песни состоялся в 2023 году.
В 2003 году в Риге прошёл финал международного конкурса песни «Евровидение».

## Архитектура

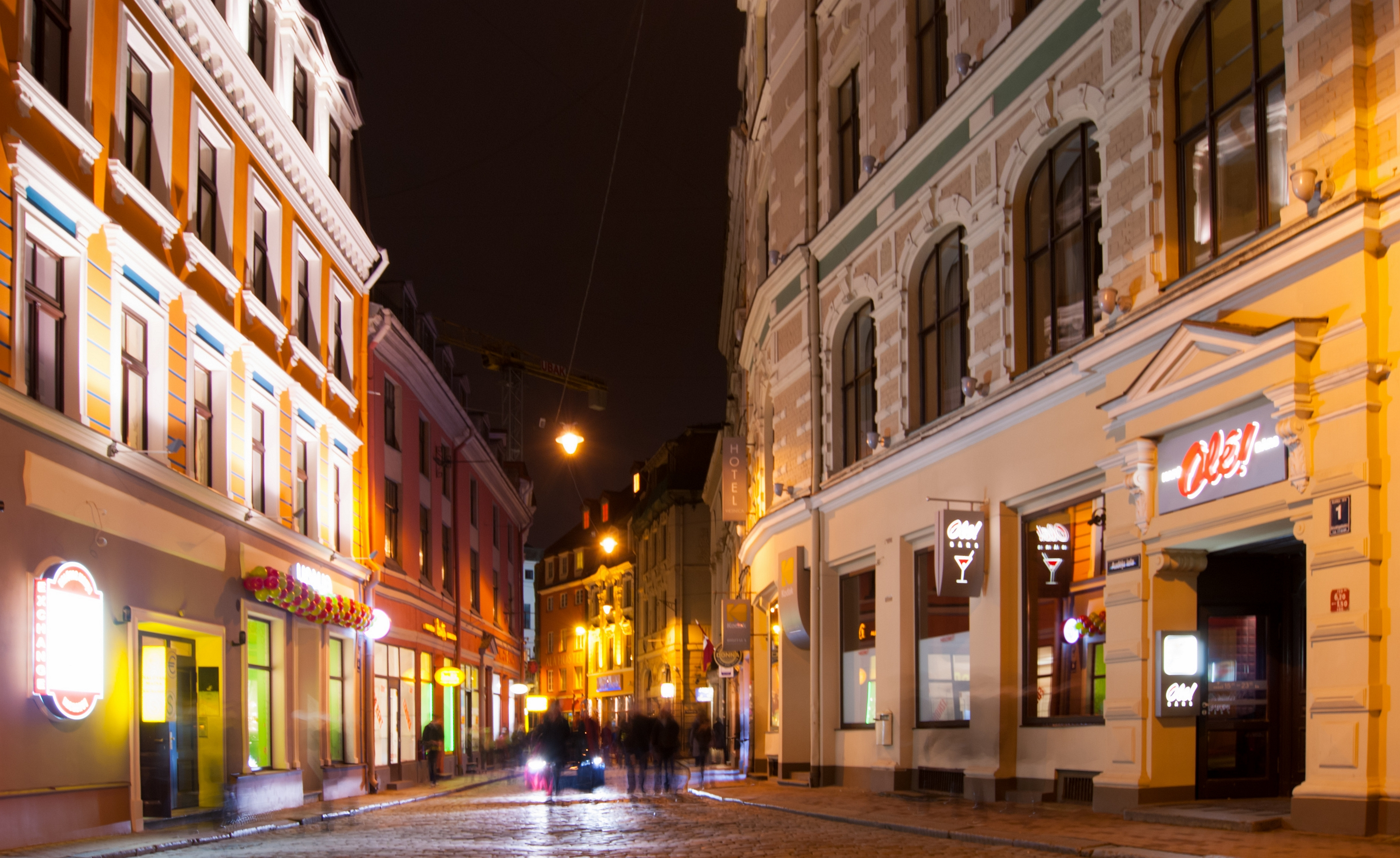
Старый город ночью

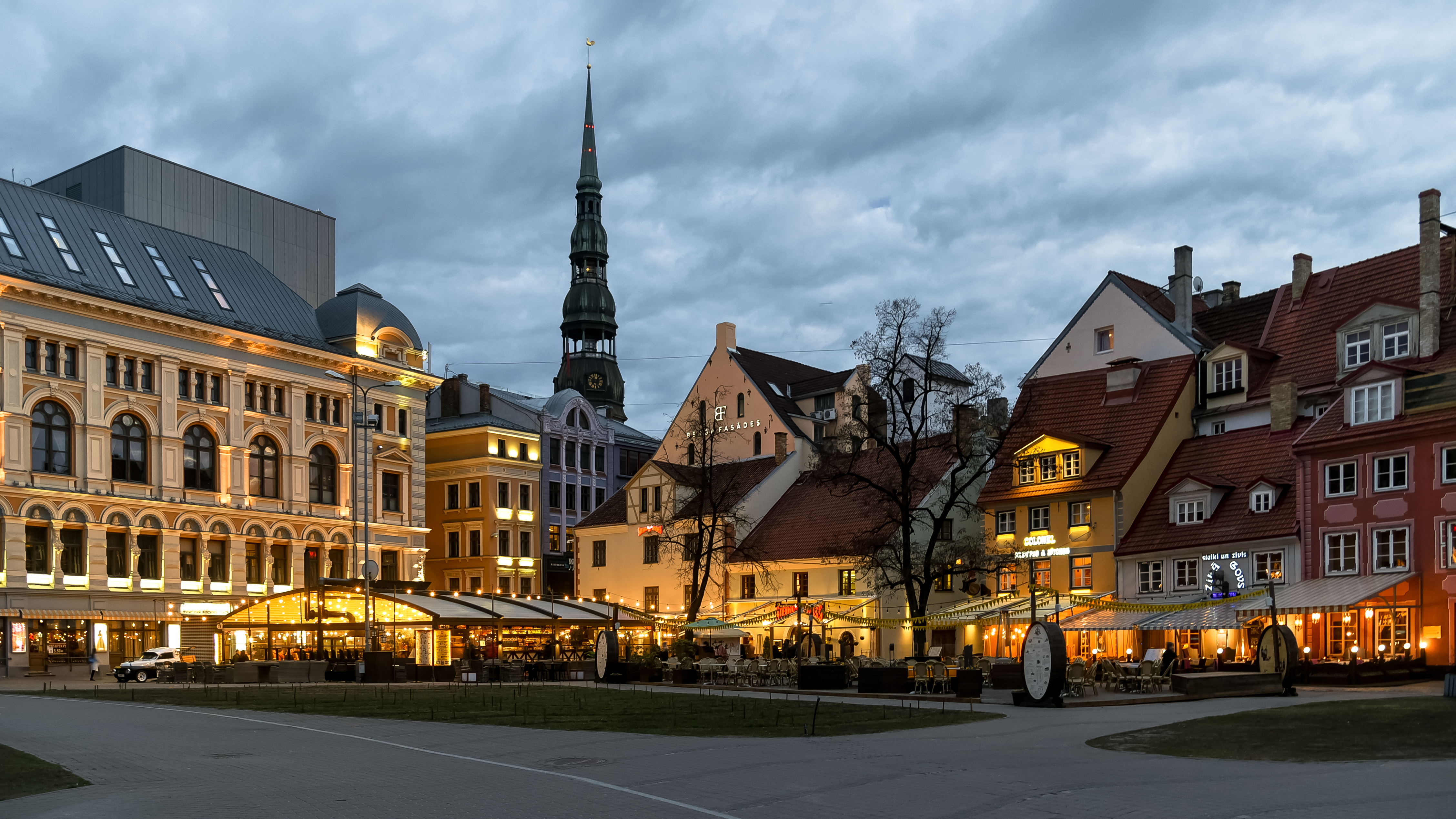
Площадь Ливов в Старом городе

В 1997 году центр Риги был внесён в список Всемирного культурного наследия ЮНЕСКО за уникальное качество и количество памятников архитектуры в стиле модерн, относительно без изменений сохранивших исторический облик, и за деревянную архитектуру XIX века.
В связи с планами дальнейшего градостроительного развития левого берега Даугавы и, в частности, острова Кипсалы существует опасность, что Рига будет внесена в Красный список объектов всемирного наследия, находящихся под угрозой. Эксперты из ЮНЕСКО и ИКОМОС в сооружении высотных зданий видят угрозу зрительной целостности общего вида города. В городское управление была направлена настоятельная просьба переработать эти планы.
Градостроительный образец Риги представляет собой средневековое ядро, пояс бульваров вокруг старого города и новый город с регулярной планировкой улиц. Все эти зоны сохраняют свою аутентичность и архитектурные особенности.

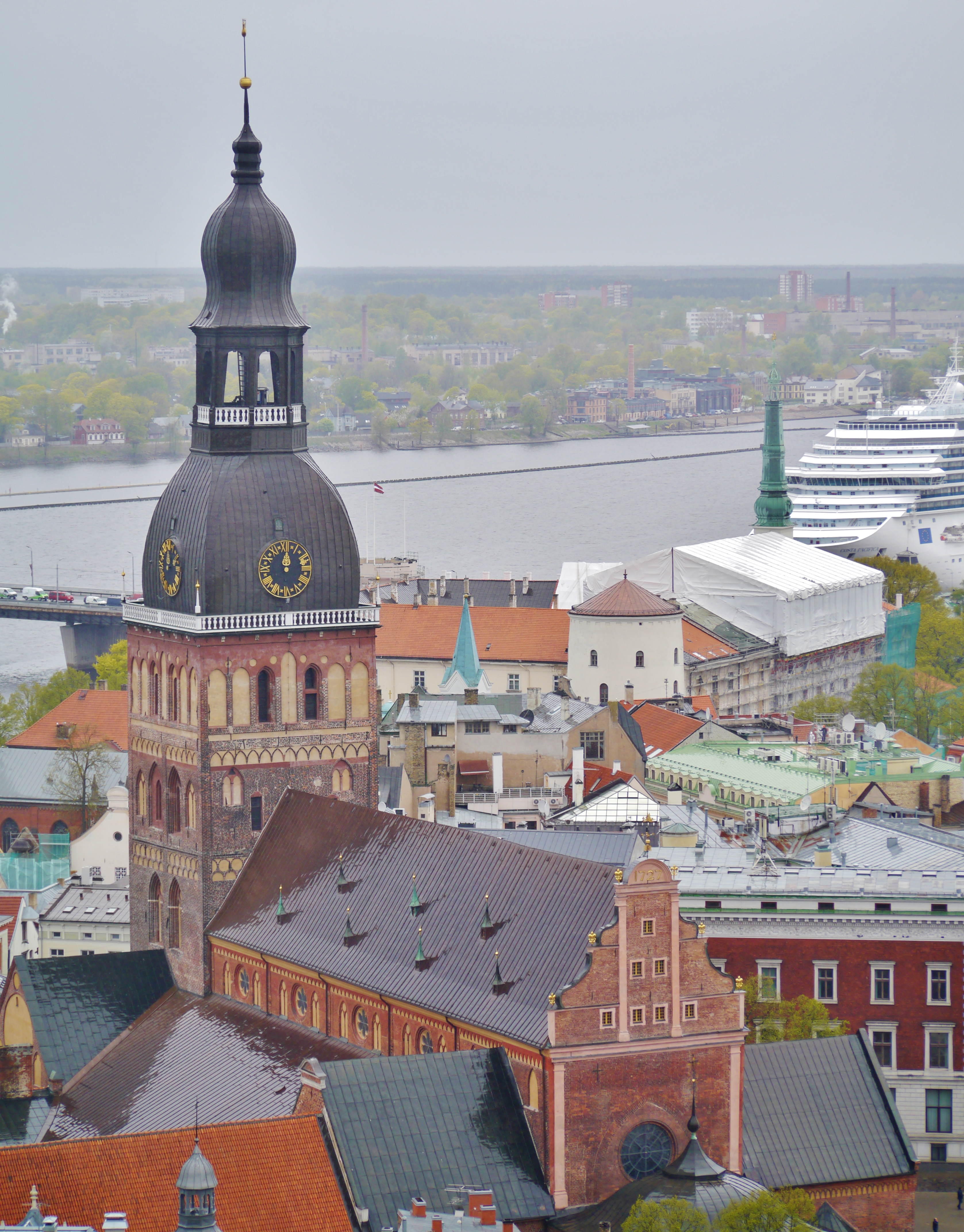
Домский собор

Старая Рига (латыш. Vecrīga) — исторический и географический центр Риги на правом берегу Даугавы, сохранивший особенности, повторяющие изгибы оборонительных сооружений и валов, срытых в 1857—1863 годах. После сноса городской стены образовались открытые площади, преобразованные в городской парк с каналом, который отделяет Старый город от Нового города.
Центром Старого города является Ратушная площадь (латыш. Rātslaukums), на которой находятся Рижская ратуша (латыш. Rīgas rātsnams) и дом Черноголовых (латыш. Melngalvju nams).
Дом Черноголовых был разрушен в ходе войны и восстановлен лишь в 1999 году. Готическое в своей основе здание с фасадом в стиле нидерландского Возрождения было заложено в 1334 году, а с 1447 года использовалось торговым объединением Черноголовых в качестве места для собраний. На площади перед ним установлена статуя Роланда.
В 1211 году епископ Альберт Буксгевден заложил фундамент кафедрального Домского собора (латыш. Rīgas Doms). Его центральная часть была достроена в течение XIV—XV вв. Из-за неоднократного разрушения высота его башни с 1776 года составляет 90 метров, тогда как высота деревянной башни, построенной около 1590 году, достигала 140 метров. В конце XIX века в нём был установлен орган, считающийся одним из крупнейших в мире. Башня церкви святого Петра (латыш. Svētā Pētera baznīca), впервые упоминаемой в 1209 году, также неоднократно разрушалась, в последний раз — в ходе Второй мировой войны (восстановлена в 1973 году). В 1225 году впервые упоминается церковь святого Екаба (Якова) (латыш. Svētā Jēkaba katedrāle) с её 80-метровой башней, в настоящее время являющаяся католическим кафедральным собором Риги. В 1582 году она была выкуплена у польского короля и передана иезуитам.
В Рижском замке (латыш. Rīgas pils) располагается резиденция президента Латвии. Замок был возведён около 1330 года для братьев Ливонского ордена.
В здании, построенном в 1867 году в стиле флорентийского дворца, со времён получения независимости размещается Сейм — парламент Латвии. В районе Пороховой башни (латыш. Pulvertornis) сохранились остатки бывших городских укреплений 1650 года. К историческим памятникам также относятся здание Рижской биржи (1852), двор Конвента (латыш. Konventa sēta, с XIII в.), ансамбль зданий Три брата (XV—XVII вв.), Шведские ворота (латыш. Zviedru vārti), здания Малой (латыш. Mazā Ģilde) и Большой гильдий (латыш. Lielā Ģilde), дома Менцендорфа (латыш. Mencendorfa nams, 1695), Данненштерна (латыш. Dannenšterna nams) и многие другие строения.
Между Старым и Новым городом с 1935 года находится 42-метровый памятник Свободы (латыш. Brīvības piemineklis; авторы — Карлис Зале и Эрнест Шталберг).

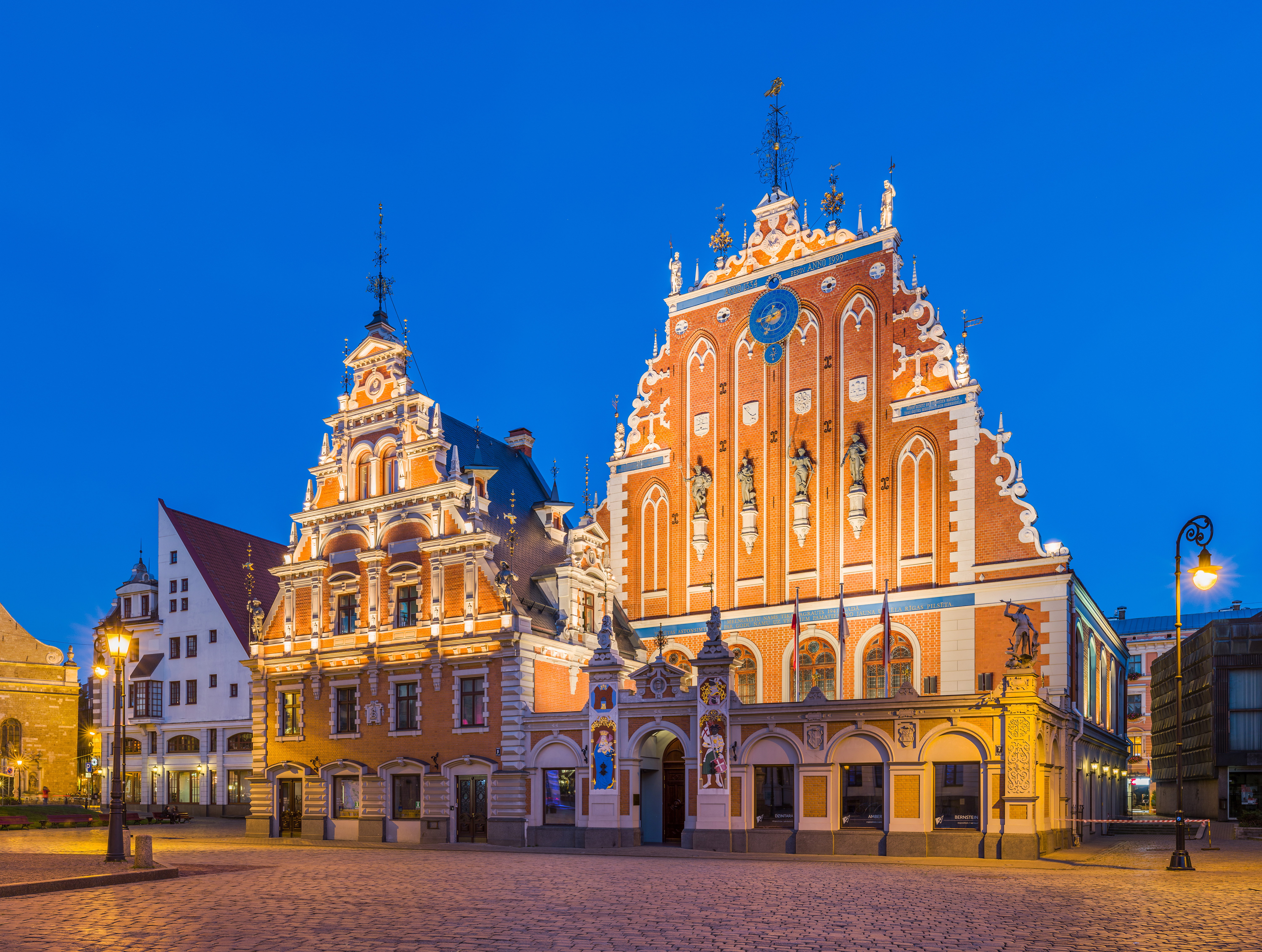
Дом Черноголовых
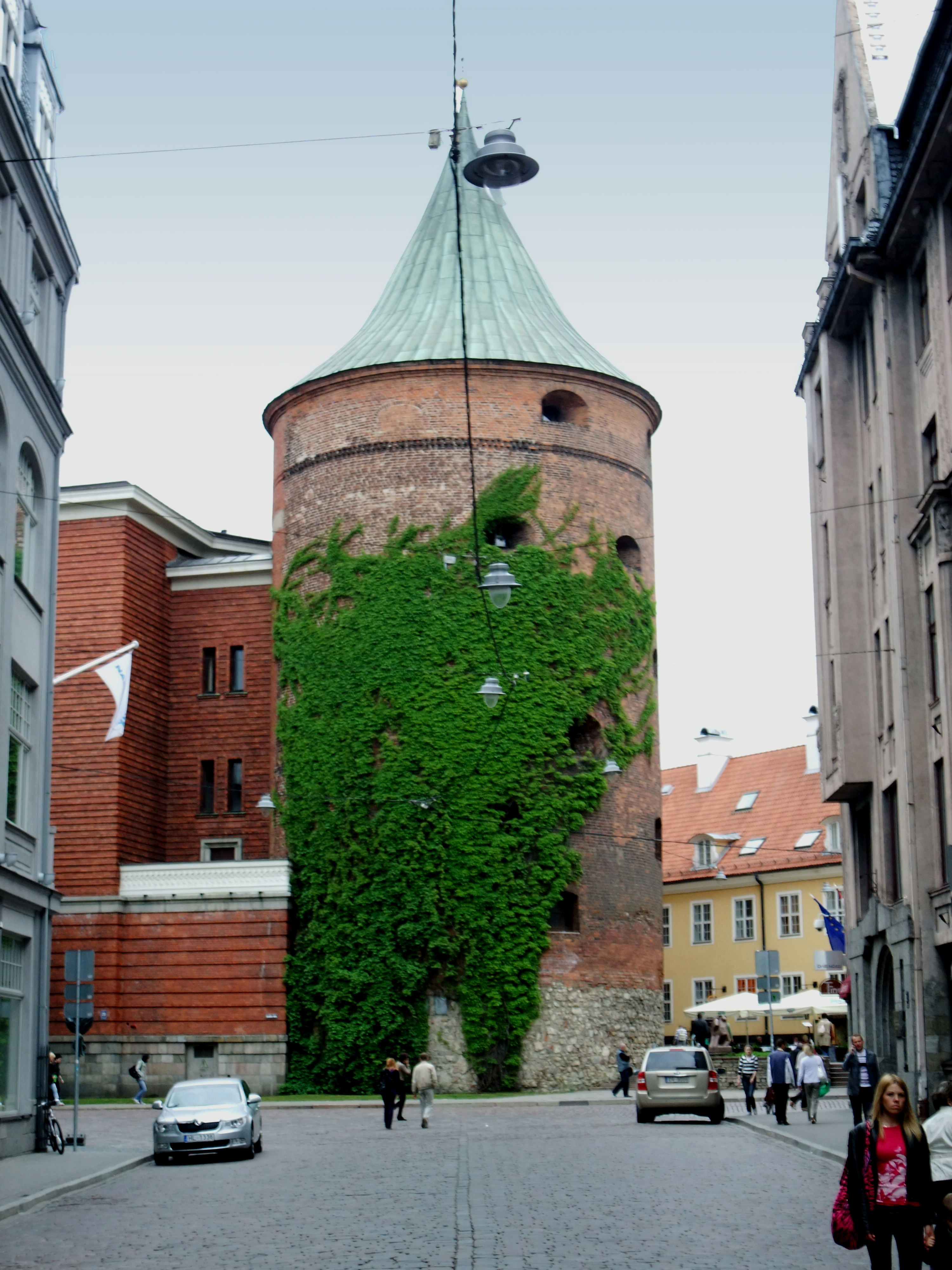
Пороховая башня
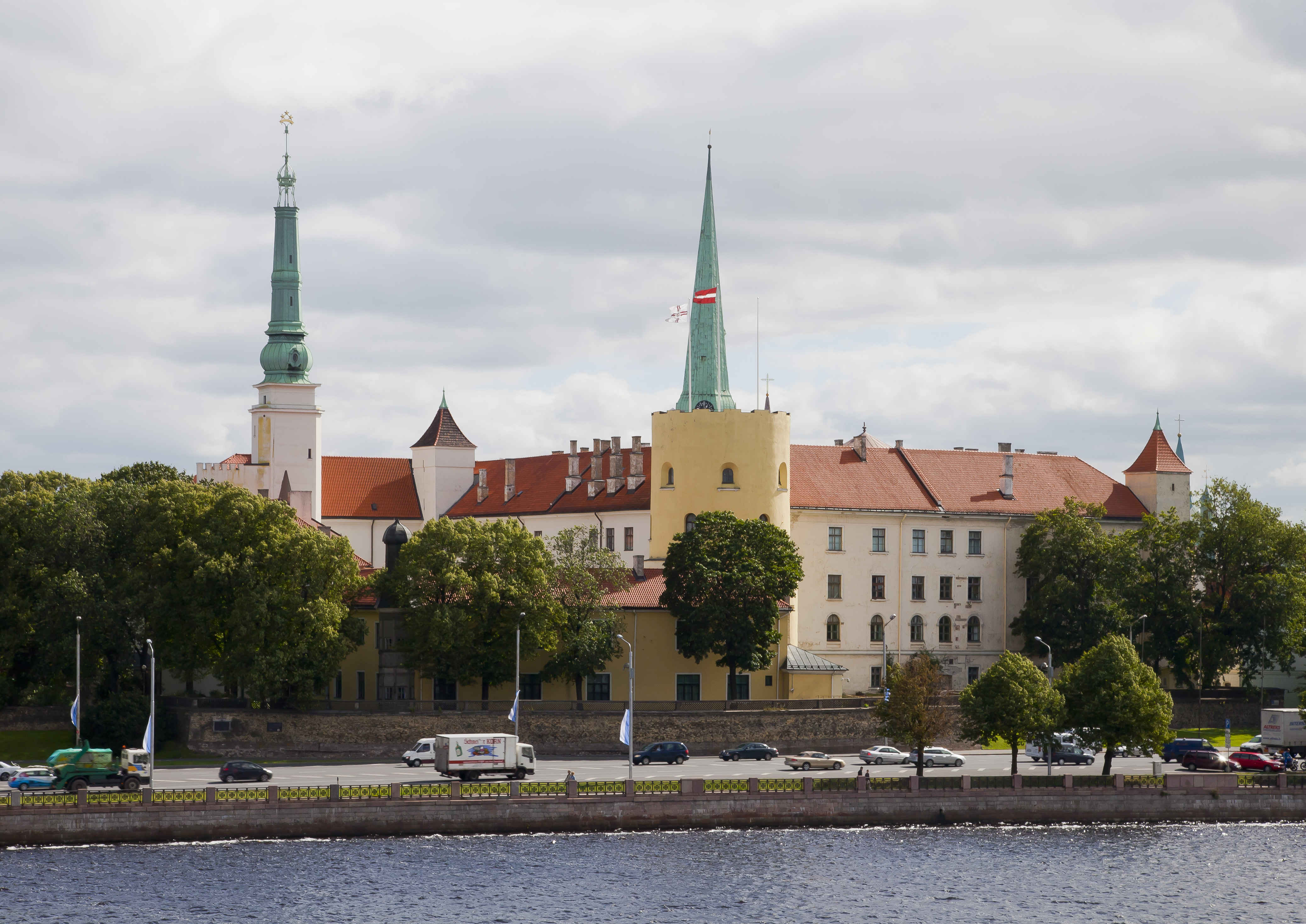
Рижский замок
Вантовый мост через Даугаву, на заднем плане — здание Saules akmens
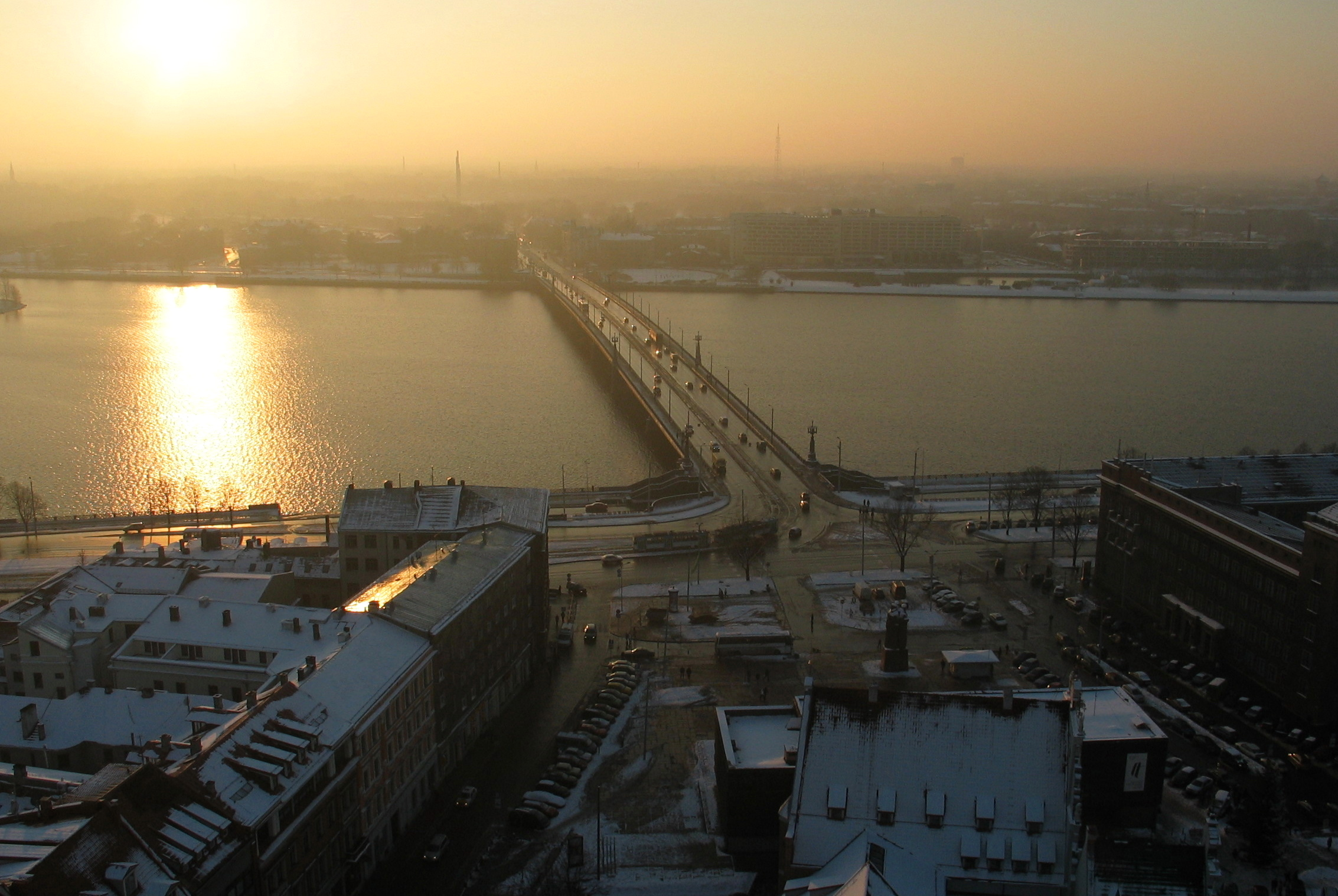
Каменный мост через Даугаву
Памятник Свободы
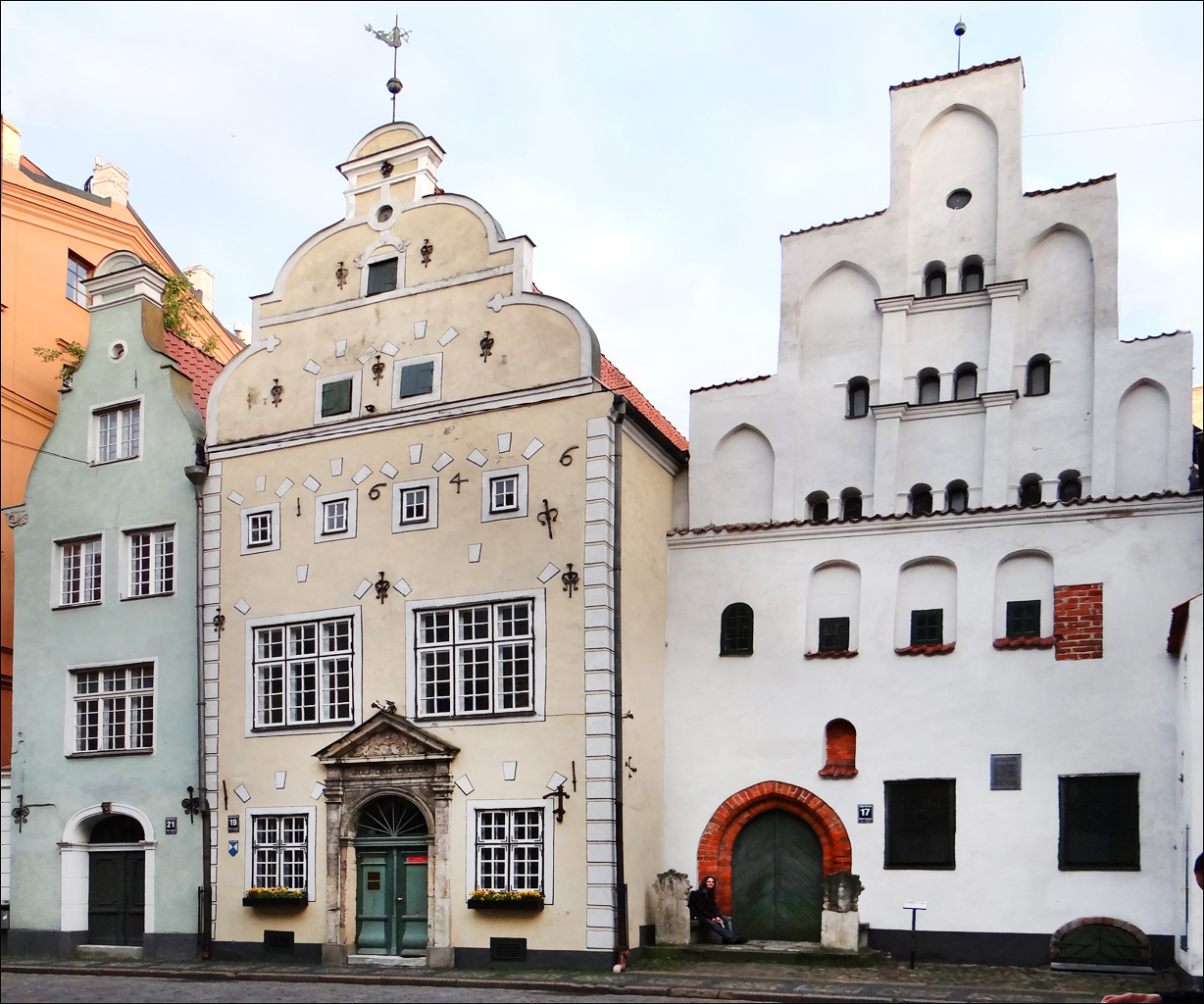
Дома «Три брата»
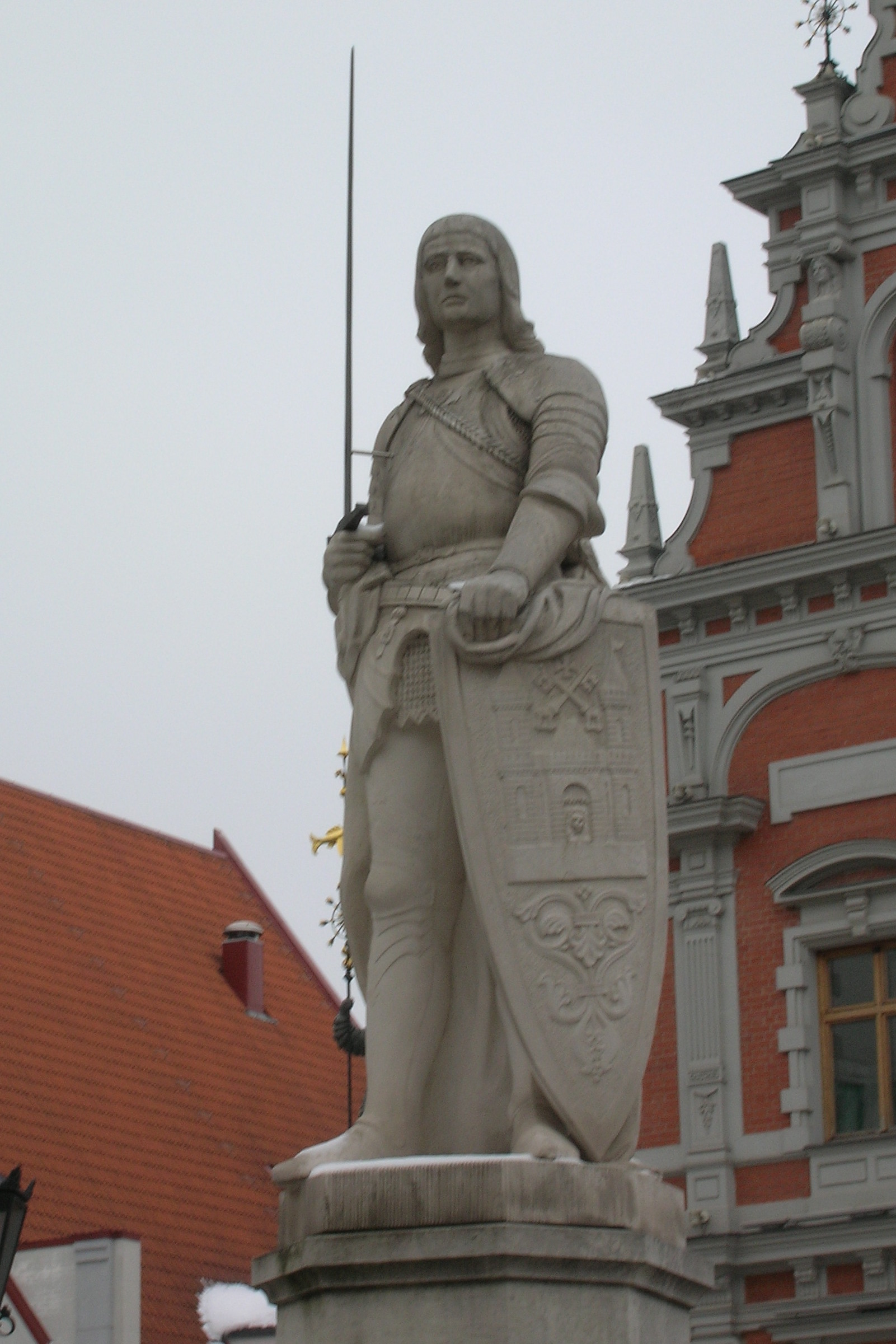
Статуя Роланда
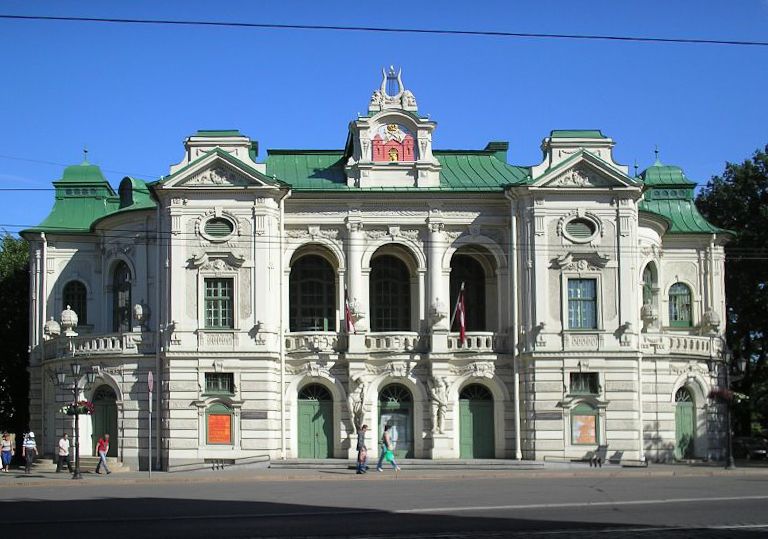
Латвийский национальный театр
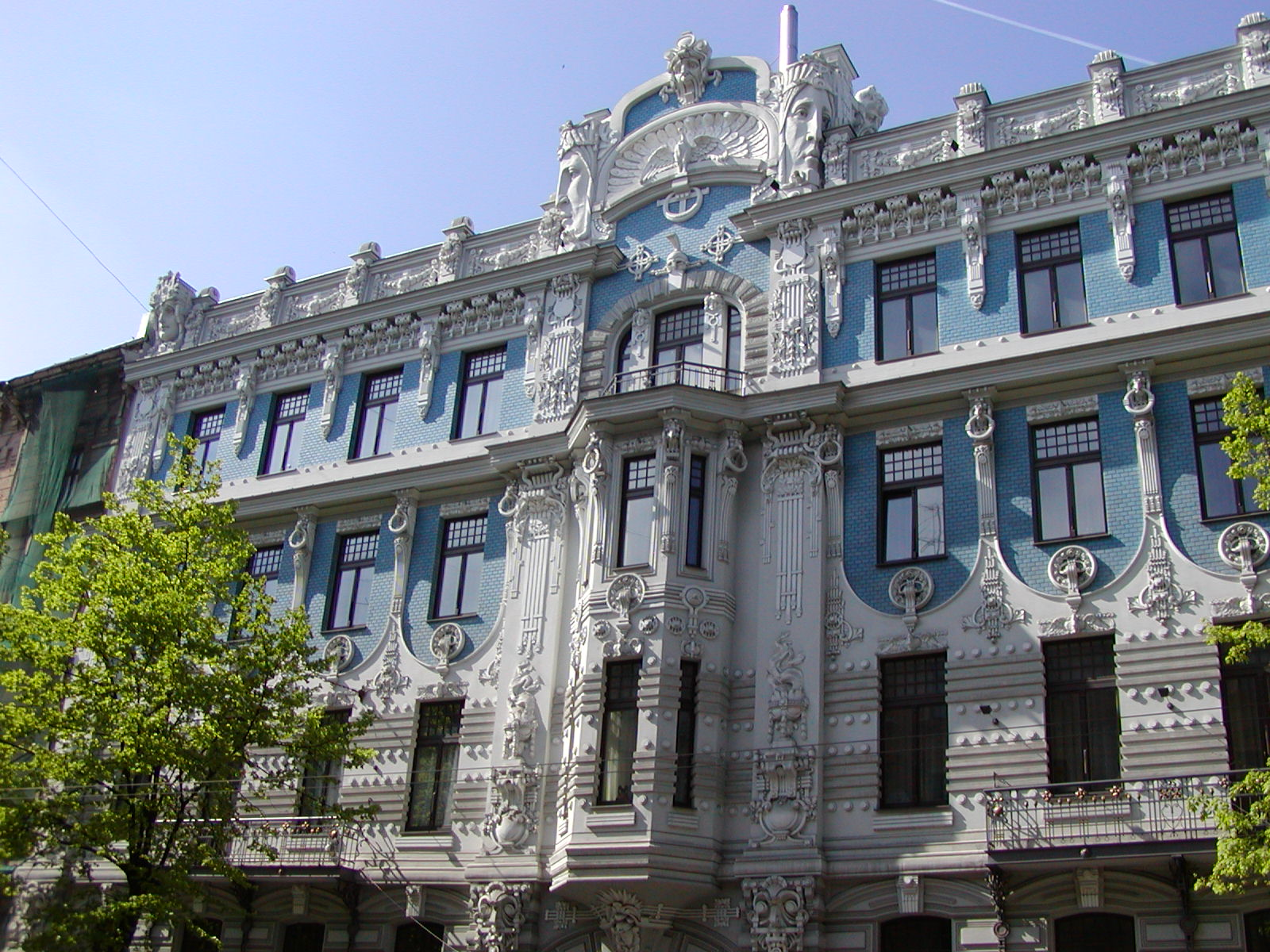
Здание по улице Элизабетес
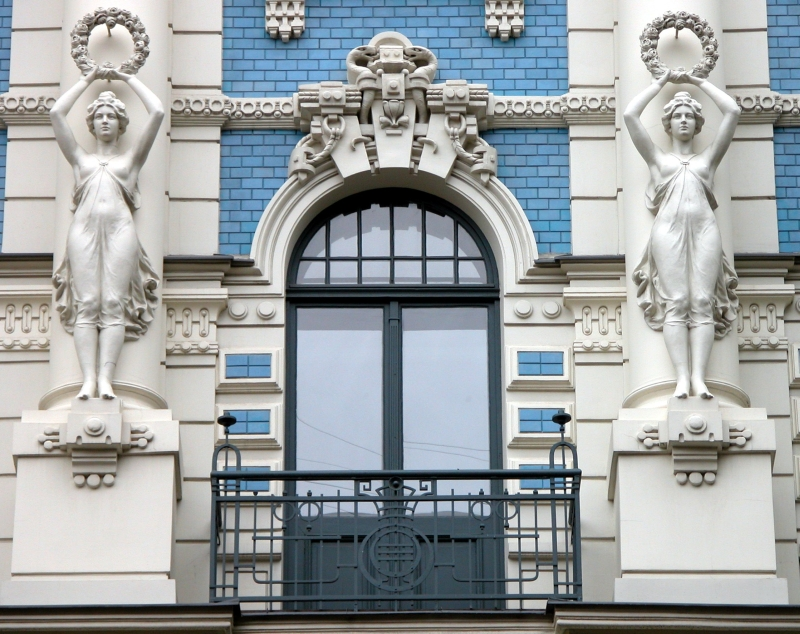
Фасад в стиле модерн
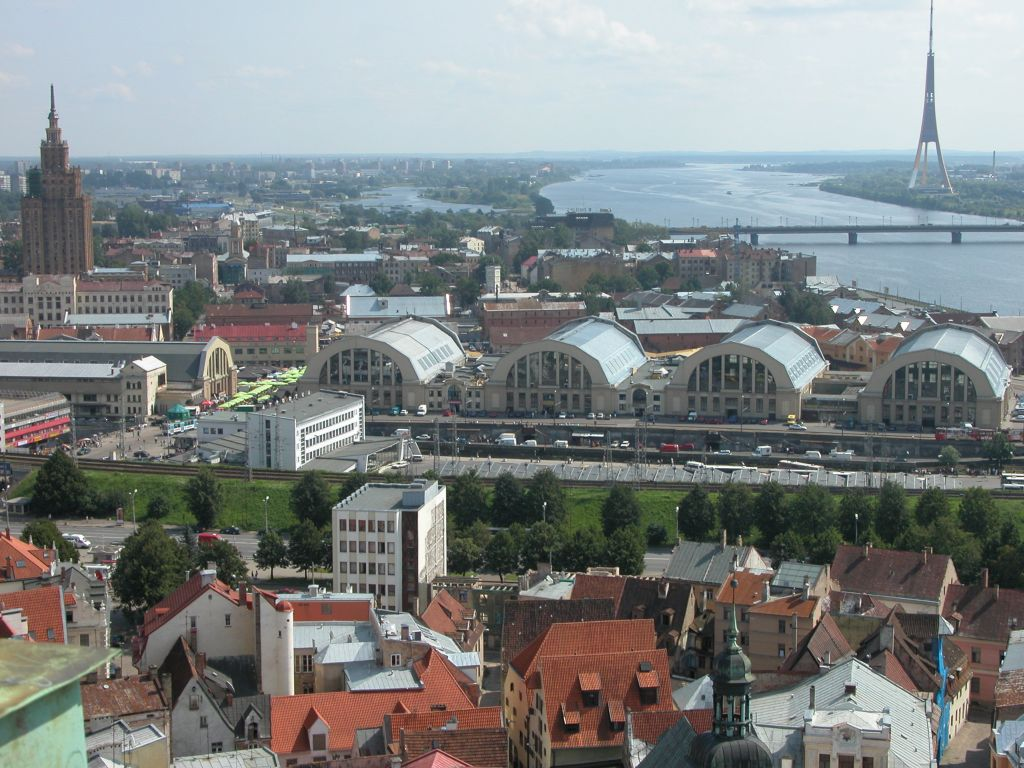
Центральный рынок (слева на заднем плане — Академия наук, справа — телевизионная башня)
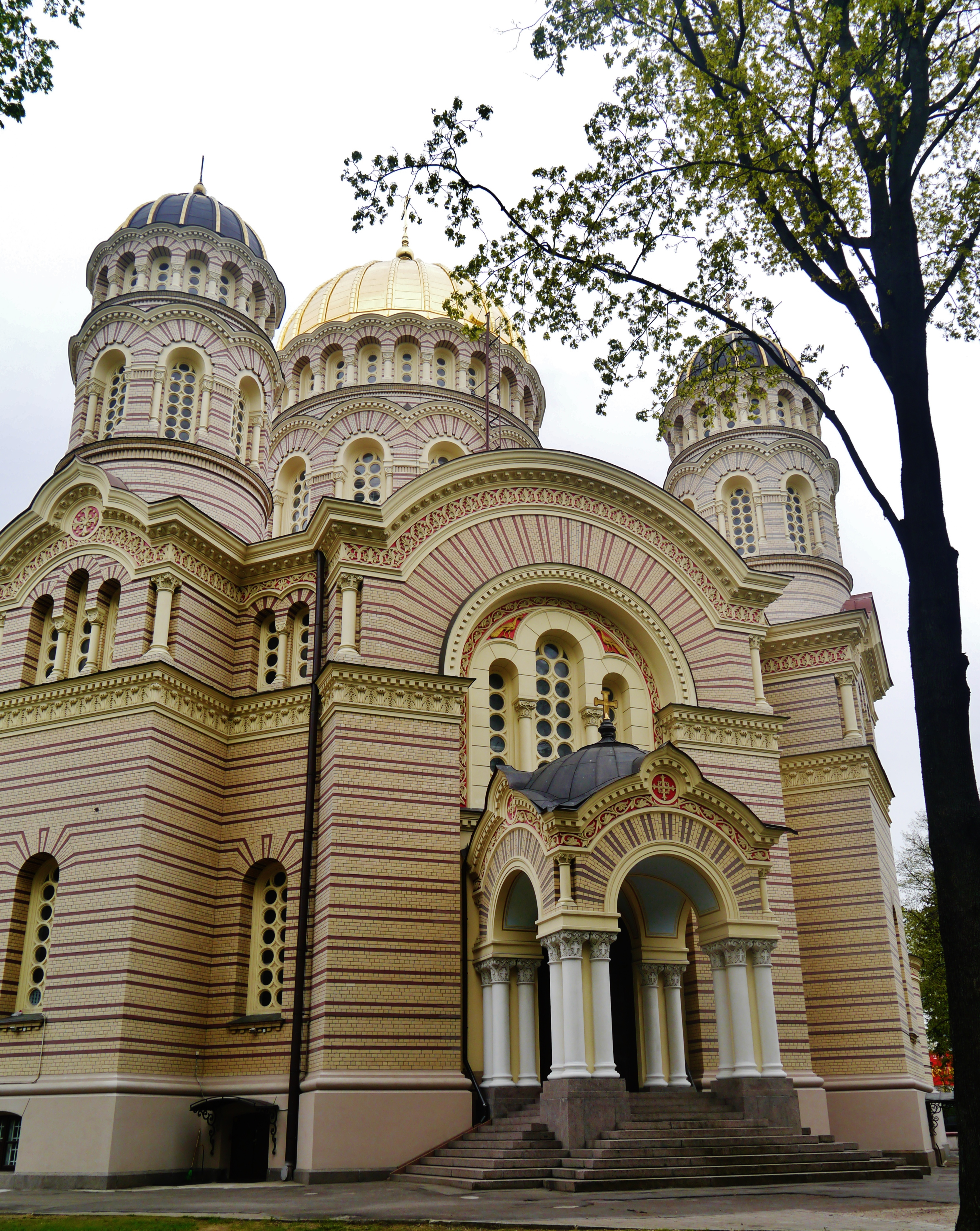
Православный кафедральный собор Рождества Христова

Начиная с 1860 года в поясе зелёных насаждений вокруг Старого города было построено большое число представительных зданий, в том числе Национальная опера, Национальный театр, Художественный музей, неоготическая Академия художеств, Латвийский университет. В 1876—1884 годах был возведён православный кафедральный собор Рождества Христова в неовизантийском стиле (латыш. Kristus Piedzimšanas pareizticīgo katedrāle). На улицах Элизабетес и Альберта встречается много примечательных зданий с фасадами в стиле модерн.
В прилегающем к центру Московском форштадте находится один из старейших и крупнейших в Европе Центральный рынок, здание Академии наук Латвии, построенное в 1958 году в стиле «сталинских высоток», и другие памятники архитектуры разных эпох.
Район Межапарк начал застраиваться в начале XX века в лесу к северу от города как фешенебельное дачное предместье.
На дюнном острове Закюсала находится Рижская телевизионная башня высотой 368,5 метра, которая является одним из самых высоких сооружений в Европе.
Территория города на левом берегу Даугавы — Пардаугава — долгое время была застроена одно- или двухэтажными деревянными домами, некоторые из которых сохранились до настоящего времени. В настоящее время на улице Калнциема отреставрирован целый квартал уникальной деревянной застройки XIX века.

## Спорт
Специально для проведения чемпионата мира по хоккею 2006 года была построена «Арена Рига» — многофункциональное сооружение с максимальной вместимостью 14 500 зрителей, где проходят соревнования по хоккею с шайбой, баскетболу и концертные мероприятия. Она также служит домашней ареной для хоккейного клуба «Динамо (Рига)», ранее участвовавшего в чемпионате КХЛ.
Самым успешным футбольным клубом в стране является «Сконто-Рига», обладающий 14 чемпионскими титулами, который был открыт в 2000 году вместе с футбольным стадионом «Сконто» (латыш. Skonto stadions) на 10 000 мест.
Баскетбольный клуб «ТТТ Рига» является одним из самых титулованных клубов в европейском женском баскетболе. Известнейшие мужские баскетбольные клубы из Риги: «Баронс/ЛМТ» (чемпион Латвии 2008 года) и «ВЭФ». Баскетбольный клуб «Сконто-Рига» в качестве домашней арены использует арену «Сконто» на 6500 мест, построенную в 1999 году.

### Регулярные мероприятия
- Рижский марафон — ежегодный марафонский забег, проходящий по улицам Риги. Первое соревнование состоялось в 1991 году, с тех пор проводится ежегодно в мае-июне. С 2006 года также проводится полумарафон.
- При поддержке Рижской думы регулярно организовывается международный футбольный турнир Riga Cup.
- Ежегодно проводится предсезонный хоккейный турнир Кубок Латвийской железной дороги.

## Парки и места отдыха
- В центре города находится Верманский сад (латыш. Vērmanes dārzs) — один из старейших общественных парков в городе, основанный в 1814 году как парк имени Анны Верман. На его месте ранее были деревянные дома, сожжённые в качестве меры предосторожности на случай осады города Наполеоном.
- Бастионная горка.
- Сад Виестура — первый в истории города публичный сад, который в 1721 году был основан Петром I.
- Сад Коюсалас — один из старейших рижских комплексов садово-парковых насаждений, заложенный уже в первой половине XVIII века в районе будущего Московского форштадта.
- На улице Элизабетес, по другую сторону от кварталов в стиле модерн, располагается парк Кронвалда, который ведёт свою историю от участка, подаренного императором Александром II Немецкому стрелковому обществу.
- От православного Христорождественского собора до Национального музея изобразительных искусств простирается парк Эспланада.
- Крупнейшим парком города является парк Победы, имеющий площадь 36,7 гектара.
- Высшая точка Риги (28 м над уровнем моря) находится в парке Дзегужкалнс, занимающем всю территорию одноимённой дюны площадью 6,4 гектара.
- В Межапарксе находятся несколько лесных кладбищ, в том числе Братское кладбище, которое имеет вид обустроенного парка.
- В Рижском зоопарке (латыш. Rīgas Zooloģiskais dārzs) содержится около 3 тыс. животных.

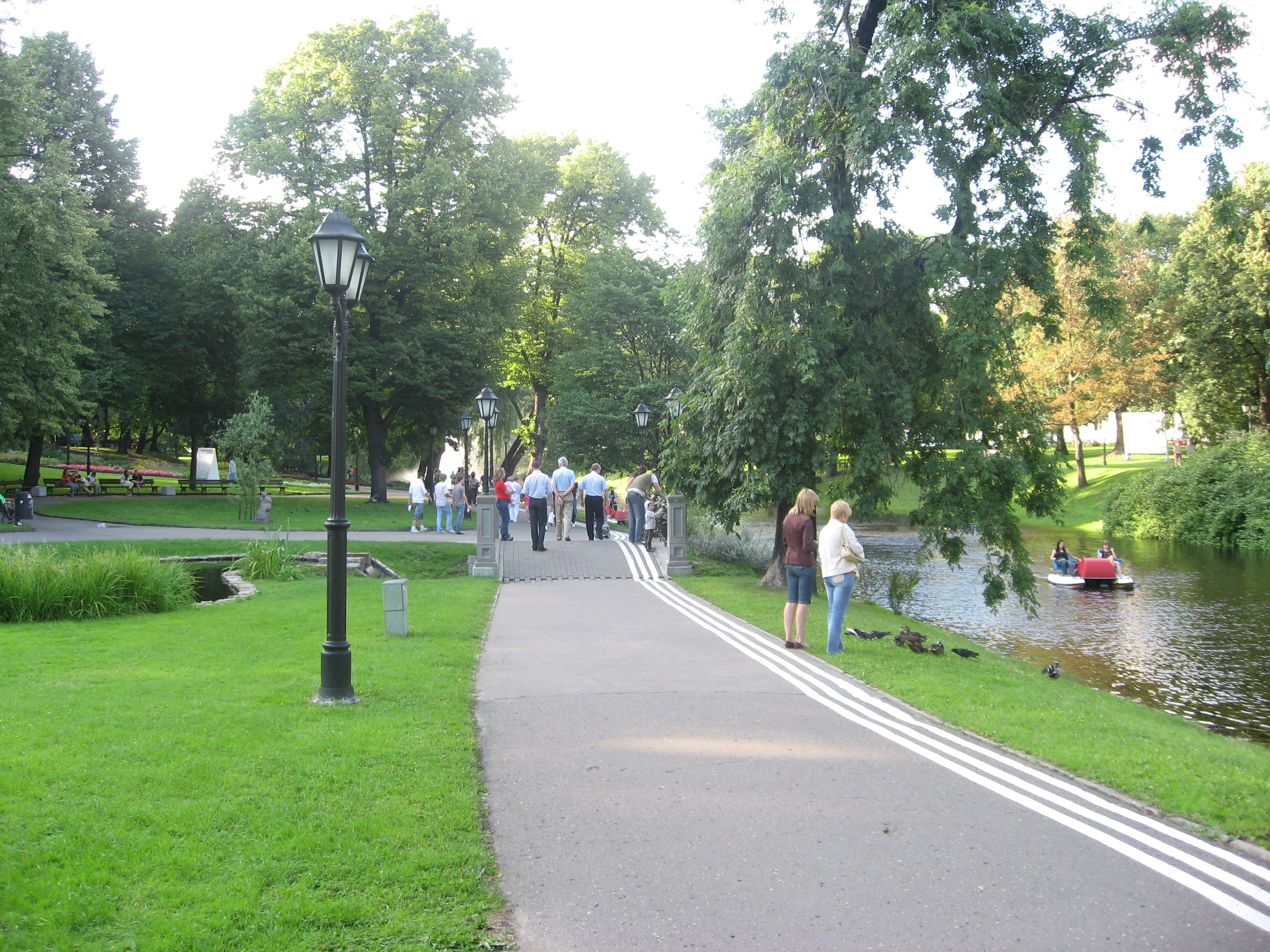
Насаждения при городском канале
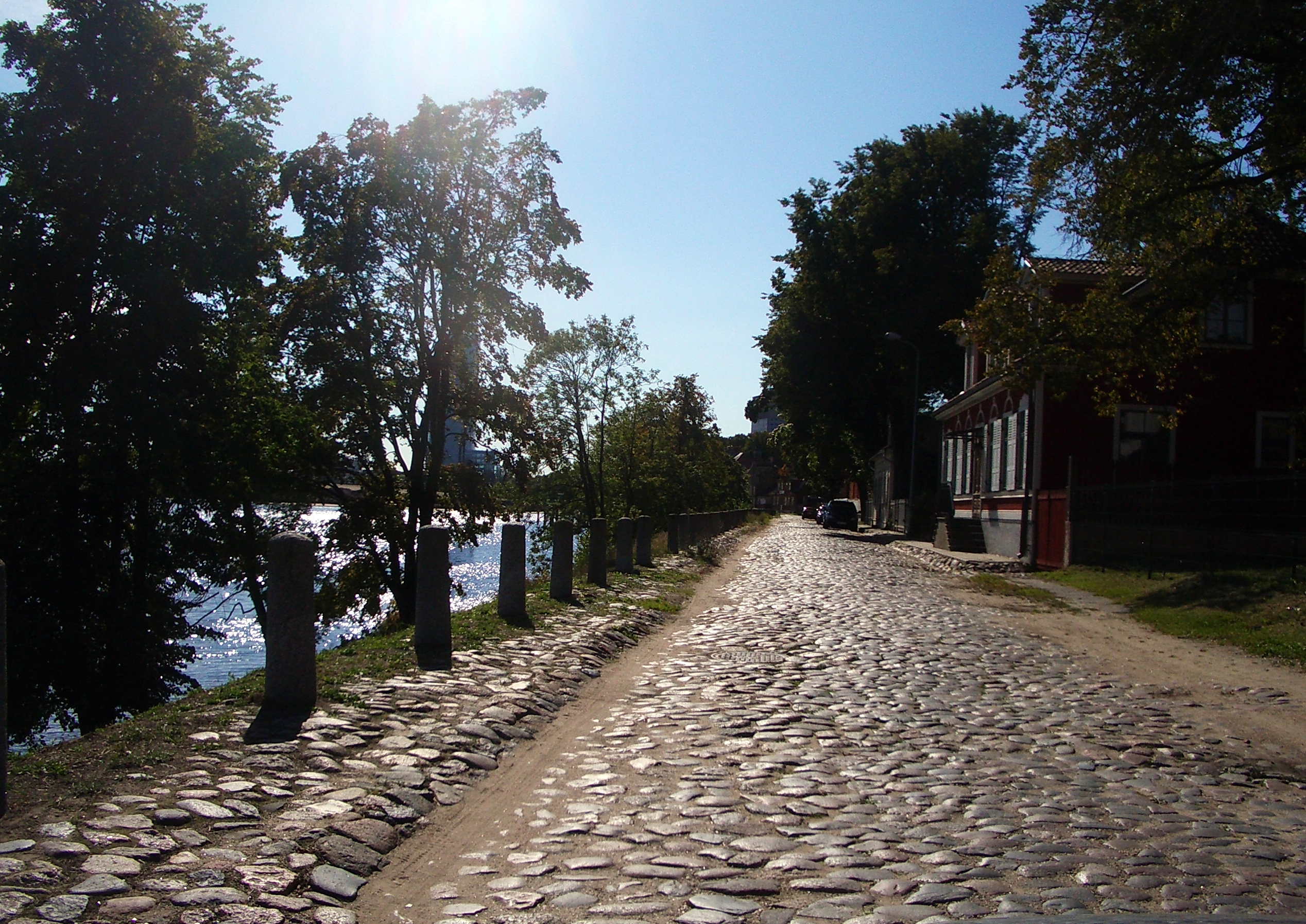
Остров Кипсала
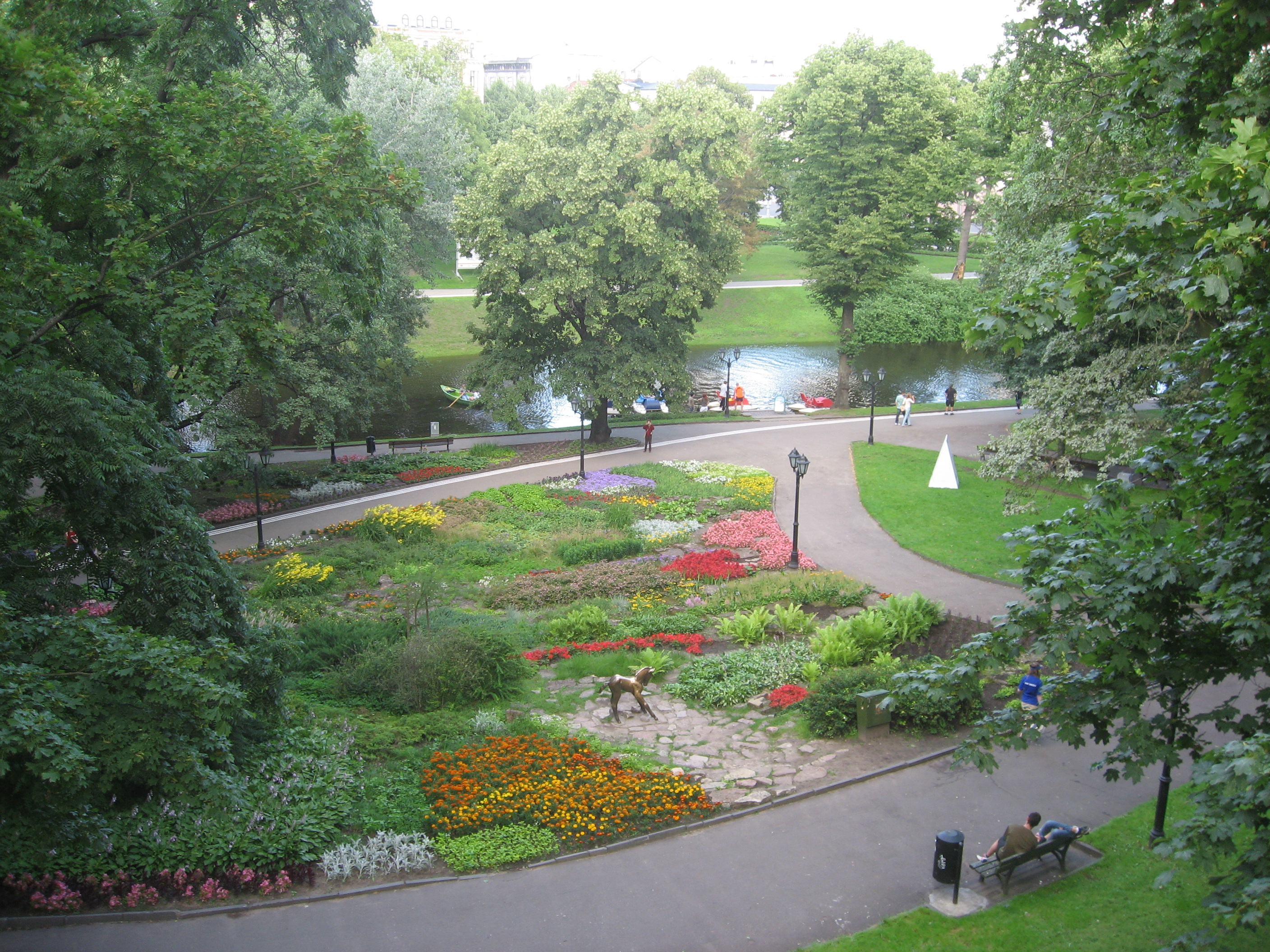
Бастионная горка

## Образование и наука

Латвийский университет

В Риге располагается созданная в 1946 году Академия наук Латвии (латыш. Latvijas Zinātņu akadēmija), но в настоящее время эта организация не является материнской для большинства известных научных учреждений, которые переданы в ведение Латвийского университета. Среди них:
- Латвийский институт органического синтеза
- Институт физической энергетики
- Институт физики твёрдого тела Латвийского университета
- Институт химии древесины
- Институт микробиологии и вирусологии имени А. Кирхенштейна

Научной работой широко занимаются также и другие университеты.
После провозглашения Латвии как республики в 1919 году на базе открытого в 1862 году Рижского политехнического института была основана Высшая школа Латвии. Первым советским правительством также была основаны Академия художеств (27 апреля 1919 года) и Латвийская консерватория (24 марта 1919 года).
Созданный впоследствии на базе Высшей школы Латвии Латвийский университет (латыш. Latvijas Universitāte) является крупнейшим университетом страны, насчитывая около 23 800 студентов, обучающихся на 13 факультетах.
Вновь обособленный от Латвийского университета в 1958 году Рижский политехнический институт стал Рижским техническим университетом (латыш. Rīgas Tehniskā universitāte, 16 900 студентов), он ведёт свою историю от императорского Политехнического института.
Рижский университет имени Страдыня (латыш. Rīgas Stradiņa universitāte) был основан в 2002 году на базе Латвийской медицинской академии (латыш. Latvijas Medicīnas akadēmiju), образованной в 1990 году из Рижского медицинского института. Также работают Академия художеств и Институт транспорта и связи (разделил с Авиационным институтом РТУ и другими высшими учебными заведениями наследие РКИИГА).
В 1998 году открыта Рижская высшая школа права в качестве независимого института при Латвийском университете. Стокгольмская школа экономики в Риге являлась дочерней структурой одноимённого института в Стокгольме и ныне принадлежит Латвии. Кроме того, в Риге функционирует Институт имени Гёте.

## СМИ
Рига — важнейший информационный центр страны. В ней находятся штаб-квартиры общественных теле- и радиостанций Latvijas Televīzija (LTV) и Latvijas Radio, а также частных телеканалов группы TV3.
Ежедневно выпускаются газеты «Диена» и «Латвияс авизе». В Риге также находятся редакции The Baltic Times, англоязычного ежемесячника, освещающего события трёх прибалтийских стран, а также русскоязычного интернет-издания Meduza.

### Радио
В городе работают 30 радиостанций в диапазоне FM.
- Юмор FM 88,6 FM.
- SWH Rock 89,2 FM.
- SWH Gold 90,0 FM.
- Latvijas Radio 1 90,7 FM.
- Latvijas Radio 2 91,5 FM.
- Pieci.lv 93,1 FM.
- Radio Baltkom 93,9 FM.
- Retro FM 94,5 FM.
- Capital FM 94,9 FM.
- Naba 95,8 FM.
- EHR Русские Хиты 96,2 FM.
- EHR SuperHits 96,8 FM.
- Radio Marija 97,3 FM.
- TOP Radio 98,3 FM.
- MIX FM Dance 99,5 FM.
- PIK 100 FM 100,0 FM.
- BBC World Service 100,5 FM.
- 1.Biznesa Radio 101,0 FM.
- Latvijas Kristigais Radio 101,8 FM.
- Skonto Plus 102,3 FM.
- MIX FM 102,7 FM.
- Ретро FM/Русское Ретро 103,2 FM.
- Latvijas Radio 3 103,7 FM.
- EHR 104,3 FM.
- SWH 105,2 FM.
- SWH Plus 105,7 FM.
- Star FM 106,2 FM.
- Radio Tev 106,8 FM.
- Radio Skonto 107,2 FM.
- Latvijas Radio 4 107,7 FM.

## Города-побратимы
Первым городом-побратимом Риги стал в 1964 году финский город Пори, позднее в 1973 году — французский Кале, с которым оживлённые связи сохранялись до 1993 года. Первый неевропейский город-побратим — японский Кобе (1973 г.). В 1974 и 1985 годах побратимами с Ригой стали два бывших ганзейских города: Росток и Бремен. Соглашения о партнёрстве с этими городами были возобновлены в 1991 году.
| Алматы (Казахстан) | Кобе (Япония)       | Стокгольм (Швеция)            |
| Бордо (Франция)    | Норрчёпинг (Швеция) | Тайбэй (Китайская Республика) |
| Аликанте (Испания) | Кале (Франция)      | Таллин (Эстония)              |
| Бремен (Германия)  | Астана (Казахстан)  | Тарту (Эстония)               |
| Даллас (США)       | Ольборг (Дания)     | Ташкент (Узбекистан)          |
| Ереван (Армения)   | Пекин (КНР)         | Тбилиси (Грузия)              |
| Флоренция (Италия) | Пори (Финляндия)    | Варшава (Польша)              |
| Кэрнс (Австралия)  | Росток (Германия)   | Вильнюс (Литва)               |
| Киев (Украина)     | Сантьяго (Чили)     | Сучжоу (КНР)                  |